# SLやまぐち号
SLやまぐち号（SLやまぐちごう）は、西日本旅客鉄道（JR西日本）が山口線の新山口駅 - 津和野駅間で運行している臨時快速列車である。

## 概要
日本国有鉄道（国鉄）→ JRグループの蒸気機関車 (SL) の牽引により運行される動態保存列車の緒ともいえる列車である。国鉄でのSLによる定期旅客列車の運行が終了した1975年（昭和50年）12月14日から3年8か月後の1979年（昭和54年）8月1日に運行を開始した。
運行開始当初の時刻表では列車名は単に「やまぐち」とのみ表記されていたが、2001年（平成13年）以降の時刻表では、「SL」および「号」まで列車名に含めた「SLやまぐち号」の表記となった。

## 運行概況

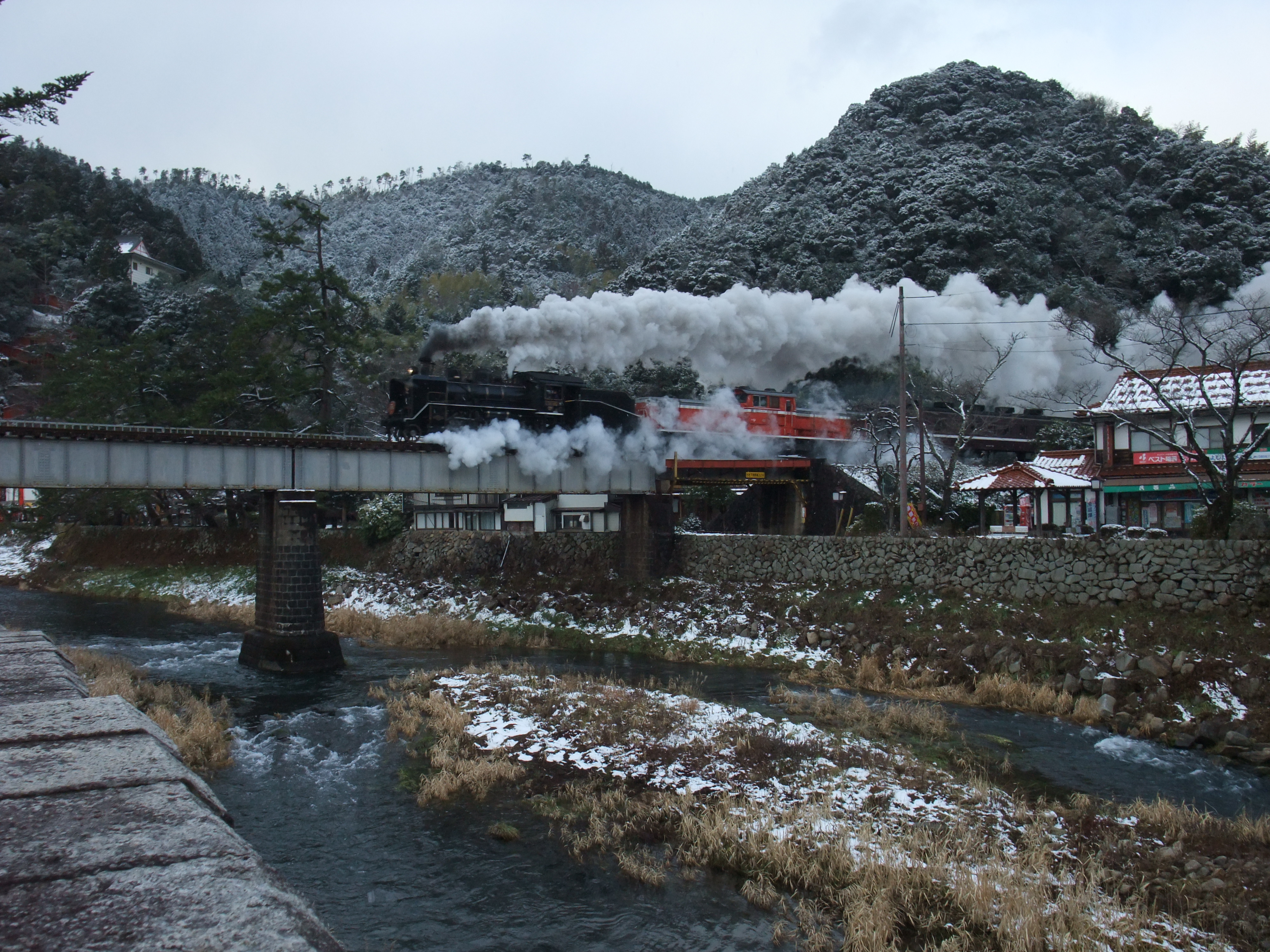
特別運用のSL津和野稲成号（2013年版）

SL1両+客車5両（重連運転の場合もある。詳細は後述）の編成で、3月中旬から11月下旬までの週末（土曜・日曜・祝日）および夏休み・ゴールデンウイークなどの繁忙期に、1日1往復が運行される。
このほか、正月三が日に津和野町の太皷谷稲成神社への参詣の便を図った初詣列車「SL津和野稲成号」として運行される。かつては、「SL津和野稲成初詣号」や「SLやまぐち初詣号」などと、年によって列車名が異なっていたが、2006年（平成18年）から現在の名称となった。年によっては、クリスマスに「SLクリスマス号」といった列車名で運行されることもある。
また、SLが故障や検査、修繕などにより使用できずディーゼル機関車 (DL) で牽引することがある。この場合には「DLやまぐち号」の愛称を使用する。

### 停車駅
新山口駅 - 湯田温泉駅 - 山口駅 - （仁保駅） - 篠目駅 - 長門峡駅 - （地福駅） - 鍋倉駅 - 徳佐駅 - 津和野駅
- （ ）は下り新山口発津和野行き列車のみ停車

## 使用車両・編成

### 機関車

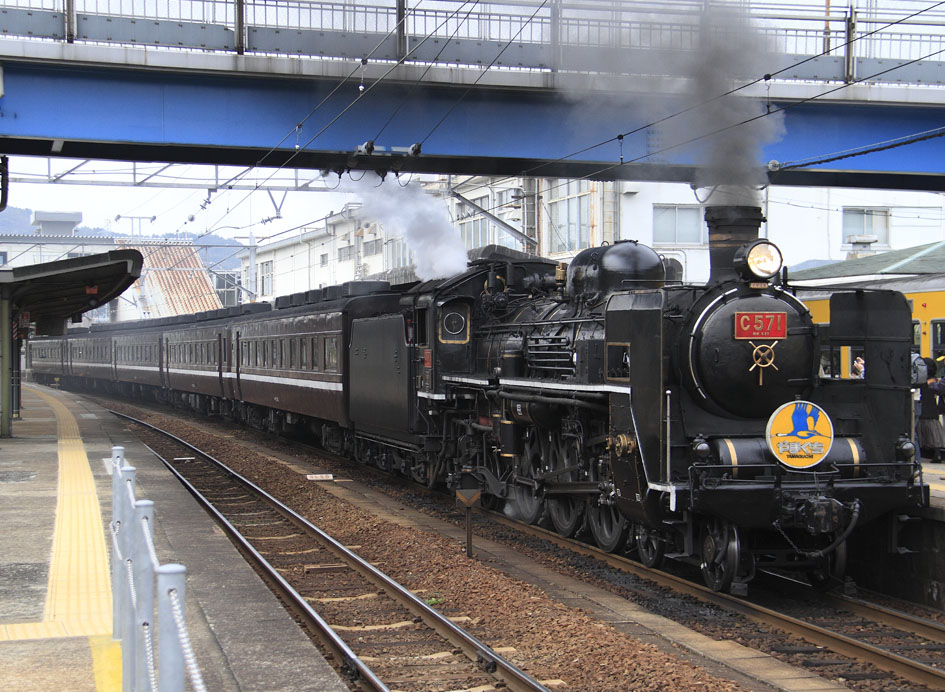
集煙装置を外した C57 1。
（2009年11月22日 新山口駅）

運行開始から、客車の牽引には梅小路運転区所属のC57 1が使用される。同機が故障や検査などで使用できないときは、予備機であるD51 200が使用される。また、この2両が重連で牽引することもある。なお、D51 200は本線復帰のために修復されており、2017年（平成29年）に本列車の予備機として投入された。
SL現役時代、山口線ではC57形は使用されておらず、C58形やD51形、D60形などが使用されていた。山口線は勾配が続き、トンネルも多いため、煙突に集煙装置が取り付けられていたが、C57 1も入線に当たって、現役時代は取り付けられていなかった集煙装置が取り付けられた。これにより、同機は大きく形態を崩すこととなったが、乗務員の労働環境改善に配慮するため、致し方ないものとされた。
しかし、先述の様々な問題面を解決し、2003年（平成15年）ごろより定期的に集煙装置を取り外しての運行が度々行なわれるようになった。現在では現場側から使用しない方向性もあり、同装置は梅小路運転区に返却され、2012年（平成24年）からは集煙装置を外した状態での通年運行が定着している。
「DLやまぐち号」としてDLでの牽引となるときは、下関総合車両所運用検修センター所属のDD51形（現在はDD51 1043）、またはDE10形の重連が使用される。また突発的なSL不調時および故障時にも、DD51形が補助機関車（補機）としてSLの次位に連結されたり、代理で牽引したりすることがある。

#### 過去の機関車

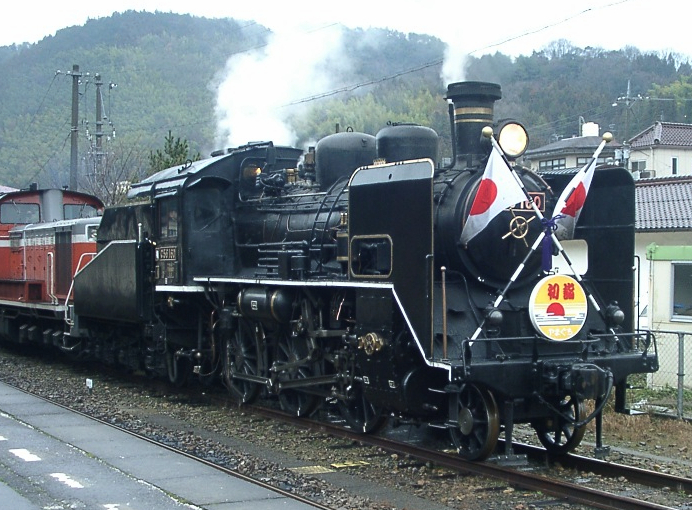
C57 1の代わりに使用されていたC56 160。次位は補機のDD51形。
（2003年1月）

1980年（昭和55年）から1984年（昭和59年）までの間は予備機としてC58 1が使用され、C57 1との重連運転も実施された。C58 1はボイラーを傷めたため、1984年（昭和59年）に梅小路蒸気機関車館（現・京都鉄道博物館）へ戻され、お召し仕様で静態保存されている。1987年（昭和62年）にC56 160が本列車の予備機として投入された。
C57 1が故障や検査などで使用できないときはC56 160が本務機となっていたが、C56 160単機では勾配の多い山口線での牽引は客車2両が限界であるため、前述のDD51形を補機に従えた重連で運転された。2005年（平成17年）秋にC57 1が故障した際にはC56 160の手配が付かず、DD51形の単機牽引で「DLやまぐち号」として運転された。また、C57 1が検査中であった2010年（平成22年）5月4・5日もC56 160の不調によりDD51形の単機牽引となった。なお、C56 160は2018年（平成30年）5月5日に実施されたD51 200との重連運転をもって本列車の牽引を終了した。また、翌6日に津和野 → 新山口間で運行された「ありがとうC56号」をもって山口線での運用を完全に終了した。

### 客車

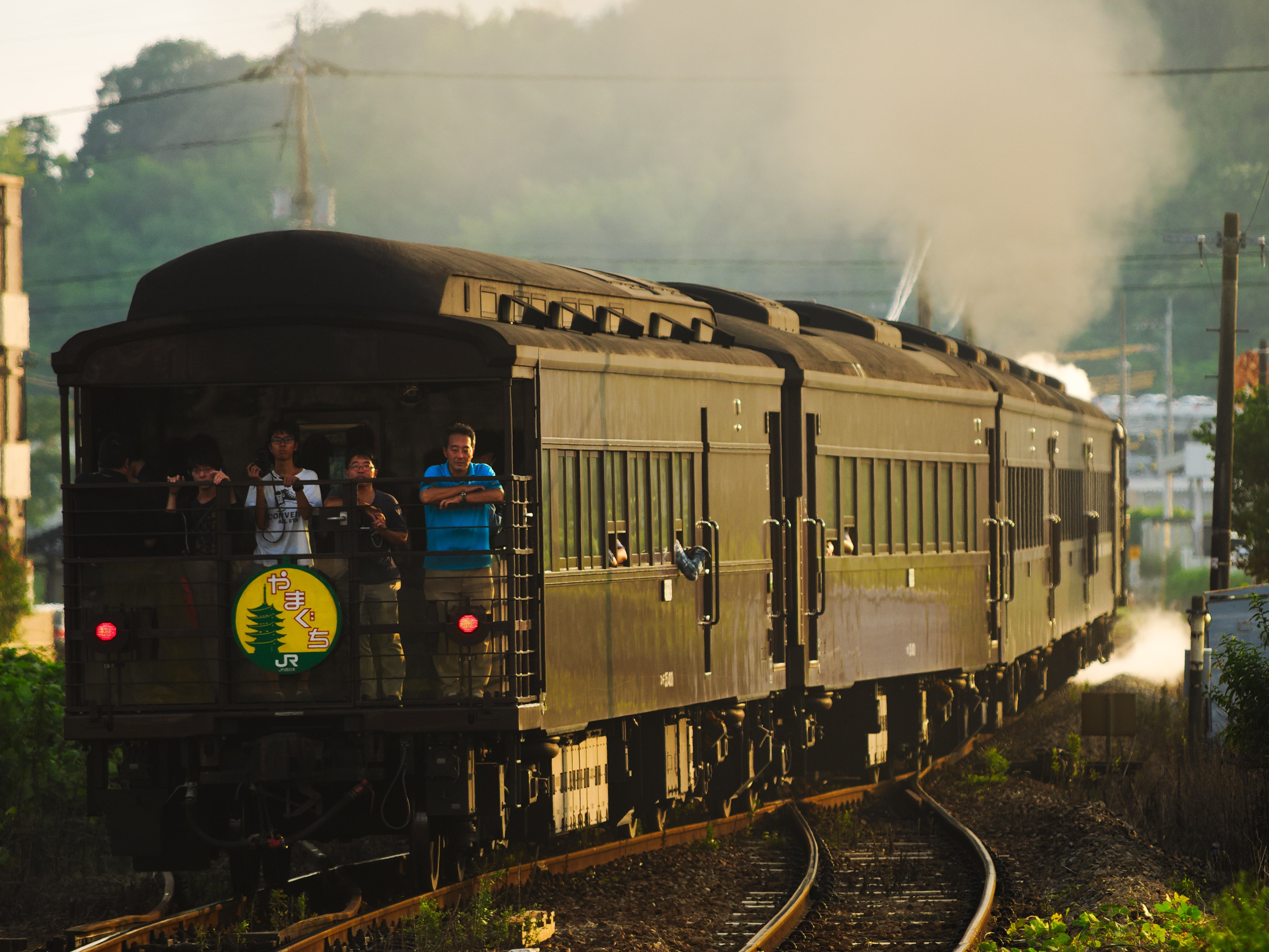
SLやまぐち号で運用中の35系客車（2017年9月）

2017年（平成29年）9月2日の運行分から、専用客車である35系5両編成が使用されている。SL全盛期の雰囲気を再現するために、1920年代から30年代にかけて国鉄で使用されたマイテ49形・オハ35形・オハ31形を再現するべく新たに製造された車両で、SLの音や煙を体感できるように開放式展望デッキや開閉窓、SLを体験・学べるフリースペースを設置し、車椅子といったバリアフリー対応、ベビーカー置き場、温水洗浄機能付きトイレなどにより快適性を向上させている。
編成はマイテ49風客車は2+1列のグリーン車、それ以外の客車は普通車指定席となり、グリーン車1両・普通車指定席4両で組成されることになる。蒸気機関車牽引列車（SL列車）におけるグリーン車の設定は、JR東日本が定期運行を行っている「SLばんえつ物語」に続き、2例目となる。

#### 過去の客車

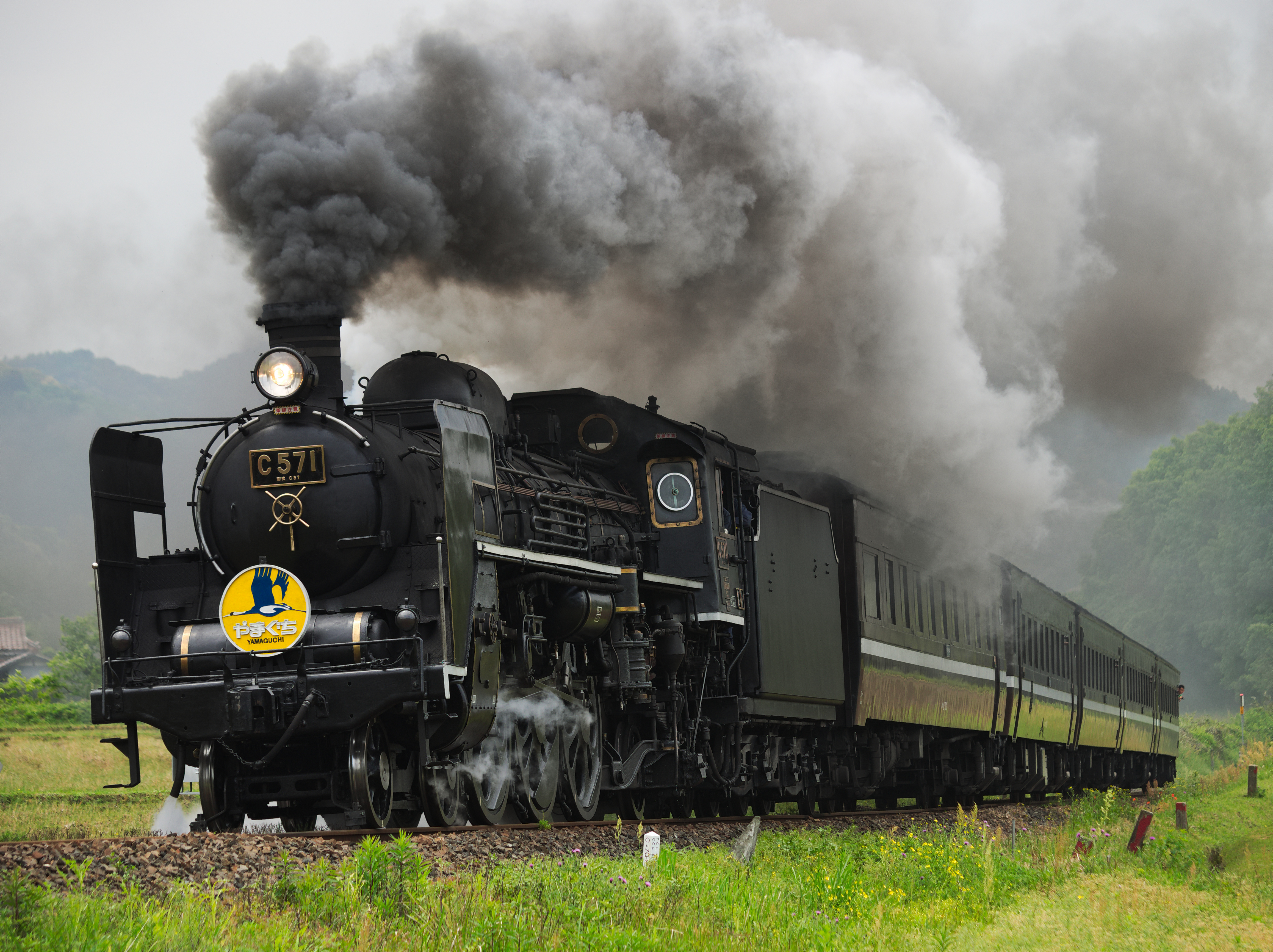
2017年8月27日までの「SLやまぐち号」の姿

運行開始当初は無改造の12系客車5両編成が使用されていたが、1986年（昭和61年）から1987年（昭和62年）にかけて、外装がぶどう色2号の地に白帯に改められた。1988年（昭和63年）にオハ12 247とスハフ12 18を除く5両が本列車用に改造され、同年7月16日付で竣工。小郡運転区（現・下関総合車両所新山口支所）所属の12系700番台となり、本列車としては同月24日から2017年（平成29年）8月27日まで運用された。
幡生車両所（現・下関総合車両所本所）で旧型客車をイメージして改造されたもので、「レトロ客車」と称し、1両ずつ内装を各時代の客車を模したデザインとしていた。各車両とも窓をユニット窓から一段上昇窓に改め、窓自体も小型化されていたほか、座席を1列減らし（11列・定員88名 → 10列・定員80名）、座席間隔を1,580 mmから1,755 - 1,760 mmへと拡大することにより生じた空間に、固定式のテーブルが設置されていた。また、座席の形状も1両ごとに異なっていた。改造当初は各客車のイメージに合わせて、赤茶色、緑、ぶどう色2号の3種類の塗色が使用されたが、2005年（平成17年）のリニューアルでぶどう色2号の地に白帯の塗装に統一された。また昭和風客車以外の4両は屋根にカバーを取り付け、各時代の客車の屋根に似せた形状としたが、後述のリニューアルによりカバーはすべて撤去された。トイレ設備に関しても洗面所がリニューアルされた他、トイレ用流し管を引き続き使用していたが、のちには循環式汚物処理装置に換装された。このうち、昭和風客車と大正風客車の洗面所が荷物置き場に改造された後も洗面設備自体は撤去されず、運用終了まで残された。全車座席指定席で、2009年（平成21年）8月15日までは夏期およびC56 160との重連運転時に、旧型展望客車マイテ49 2を津和野方に増結し、6両編成で運行されたこともあった。この場合、同車はフリースペースとされ、本列車の指定席券を持っていれば誰でも乗車可能となっていた。また、明治風客車のディーゼル発電機故障時および不調時には、予備電源車（当初はスハフ12 18。のちにはスハフ12 36）が津和野方に増結された。
先述の35系客車投入により、2017年（平成29年）8月27日の1往復の運行を最後に本列車としての運用を終了する予定であったが、運行当日の津和野駅停車中に明治風客車のディーゼル発電機の故障が見つかり、修理の目処がたたず上り津和野発新山口行き列車は運休。そのため、本列車としての最終運用は下り新山口発津和野行き列車のみとなった。その後短期間の内にスハフ12 36のディーゼル発電機を転用させ、同年9月2日に津和野 → 新山口間で運行された「SLありがとうレトロ客車号」をもって運用を終了した。レトロ客車5両は、同月7日に下関総合車両所本所へ廃車回送され、翌10月27日付でスハフ12 36とともに廃車となった。これにより、オハフ13形は廃形式となった。しばらくは同所に留置されていたが、のちには下関総合車両所運用検修センターへ移動された。大井川鐵道が、JR西日本からSLやまぐち号に使用されていたレトロ客車を譲り受けたことを2018年（平成30年）2月26日に発表した。同社の「かわね路号」で使用しているオハ35形やスハフ42形などの旧型客車の負荷分散が目的であるとしており、「今後の整備状況によっては（旧型客車を）休車、廃車とする可能性があります」と説明している。これを受け、同月下旬に下関総合車両所運用検修センターから新金谷車両区まで輸送され、同28日に展望車風客車と欧風客車を、翌3月1日に昭和風客車と明治風客車、大正風客車を線路上に再度移す作業が行われた。
『鉄道ファン』2018年12月号における車両区長のインタビューによると、2018年（平成30年）9月現在は大井川本線用に可能な範囲での整備中であり運行時期は未定である。しかし留置中に方向幕等の部品が窃盗される被害に遭い、さらに大井川本線も2022年の台風15号で被災したこともあり、2024年時点でも運行開始の目途は立っていない。
1号車 - オハフ13 701「展望車風客車」
旧車号オハフ13 59。改造前は5号車。1923年（大正12年）製のオイテ27000形を参考として改造された。小郡（現・新山口）方から3,250 mmの部分が開放式展望デッキに、展望デッキから3,560 mmの部分が展望室に改められた。なお、この展望室にはソファー4脚が配置された。一方、津和野方は折妻から平妻に改造された。床はカーペット敷きとし、窓には横引きカーテンを取り付け、天井は明かり取り窓のついた二段天井とし、明かり取り窓の内部に照明装置を入れていた（他の二段天井車両も同じ）。
改造当初は赤茶色の塗装で、屋根上の冷房装置を一体型のカバーで覆い、明治時代から昭和初期の客車の二重屋根に似せた外観としていた。
2002年（平成14年）12月までは、原則的に上下列車の両方で最後尾に連結するため、津和野駅構内の転車台でSLとともに方向転換が行われ、上り列車では明治風客車の津和野方に連結された。
リニューアルにより屋根上のカバー、展望デッキの屋根の下にあった幕のような装飾が撤去された。
定員56名（展望室定員8名）。
2号車 - オハ12 701「欧風客車」
旧車号オハ12 227。1880年代のオリエント急行を参考として改造された。津和野方は出入り口を封鎖の上、車内販売（車販）用ワゴン置き場と自動販売機（自販機）が設置された。なお、後年に自販機は撤去され、商品置き場に改められた。床には幾何学模様のカーペットを敷き、展望車風客車と同様、窓には横引きカーテンを取り付け、天井は明かり取り窓のついた二段天井としていた。座席上部にはステンドグラス風の仕切を取り付けていた。
改造当初は緑の塗装で、車体側面に紋章のような装飾、屋根上に白色のカバーを取り付け、ヨーロッパの客車の深い丸屋根に似せた外観としていた。
リニューアルにより、屋根上のカバーと紋章のような装飾が撤去された。
定員80名。
3号車 - オハ12 702「昭和風客車」
旧車号オハ12 230。昭和初期の鋼製客車を参考として改造された。
改造当初はぶどう色2号の地に白帯の塗装で、外板にリベット風の装飾が取り付けられた。車内の座席は緑色とし、天井にはグローブ付き蛍光灯を設置した。屋根は特に手を加えられなかった。
リニューアルにより座席の色が緑色から茶色に変更されたが、後年にはグレーに変更された。また、リベット風の装飾も撤去され、新山口方の洗面所も荷物室に改められた。
定員80名。
4号車 - スハフ12 702「明治風客車」
旧車号スハフ12 68。改造前は1号車。日本の鉄道開業当初のイギリス製客車を参考として改造された。車内の座席は革張り、窓の日よけは鎧戸とし、ランプ風の照明を設置した。
改造に際し、乗務員室側連結面（小郡方）が津和野方に向けられ、5号車に変更された。改造当初はぶどう色2号の塗装で、外板に木目のプリント鋼板（木目調装飾板）を取り付け、木造客車に似せた外観としていた。展望車風客車と同様、屋根上の冷房装置が一体型のカバーで覆われていた。
2001年（平成13年）に腰板部分の木目調装飾板が撤去された。
2003年（平成15年）に、後述の大正風客車が再度改造工事を受けたことにより、4号車に変更された。
リニューアルにより屋根上のカバー、吹き寄せ部分の木目調装飾板が撤去された。
定員72名。
5号車 - オハ12 703「大正風客車」
旧車号オハ12 229。1924年（大正13年）製のナロ20850形を参考として改造された。津和野方は出入り口を封鎖の上、車販コーナーに改められた。天井は明かり取り窓のついた二段天井とし、座席は黄緑色としていた。
改造当初はぶどう色2号の塗装で、4号車であった。外板には、明治風客車のものよりも板幅の広い木目調装飾板を取り付け、木造客車に似せた外観としていた。展望車風客車、明治風客車と同様に、屋根上の冷房装置が一体型のカバーで覆われていた。
2001年（平成13年）に腰板部分の木目調装飾板が撤去された。
先述の展望車風客車の方向転換を省略するための改造工事が、2003年（平成15年）に行われた。車販コーナーが密閉式展望デッキに改められ、同年3月4日付で竣工。5号車に変更された。
リニューアルにより屋根上のカバー、吹き寄せ部分の木目調装飾板が撤去された。また、新山口方の洗面所も荷物室に改められた。
定員72名。
上記の車両は本列車のほか、他路線の臨時列車に使用されたこともあった。

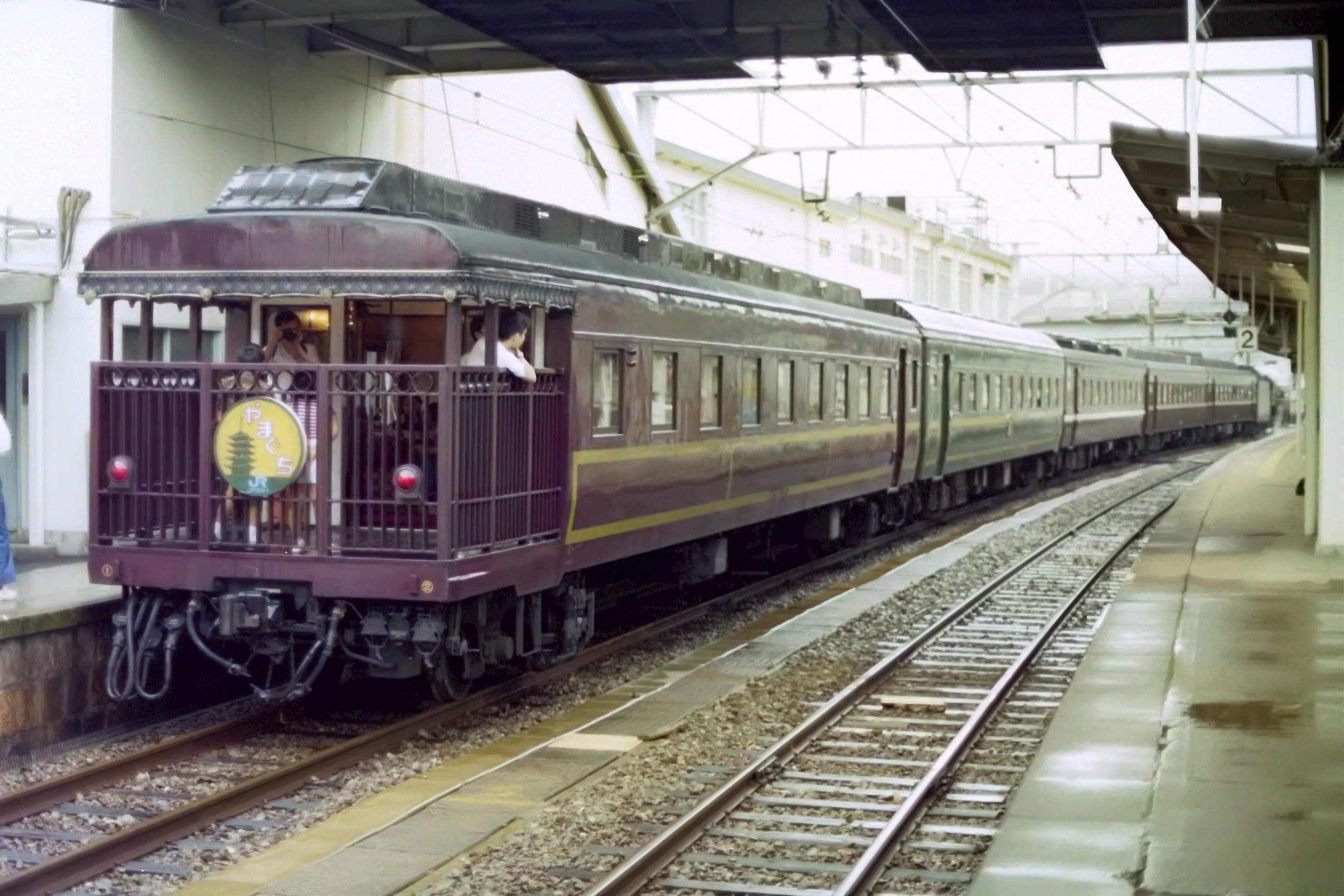
登場時のレトロ客車
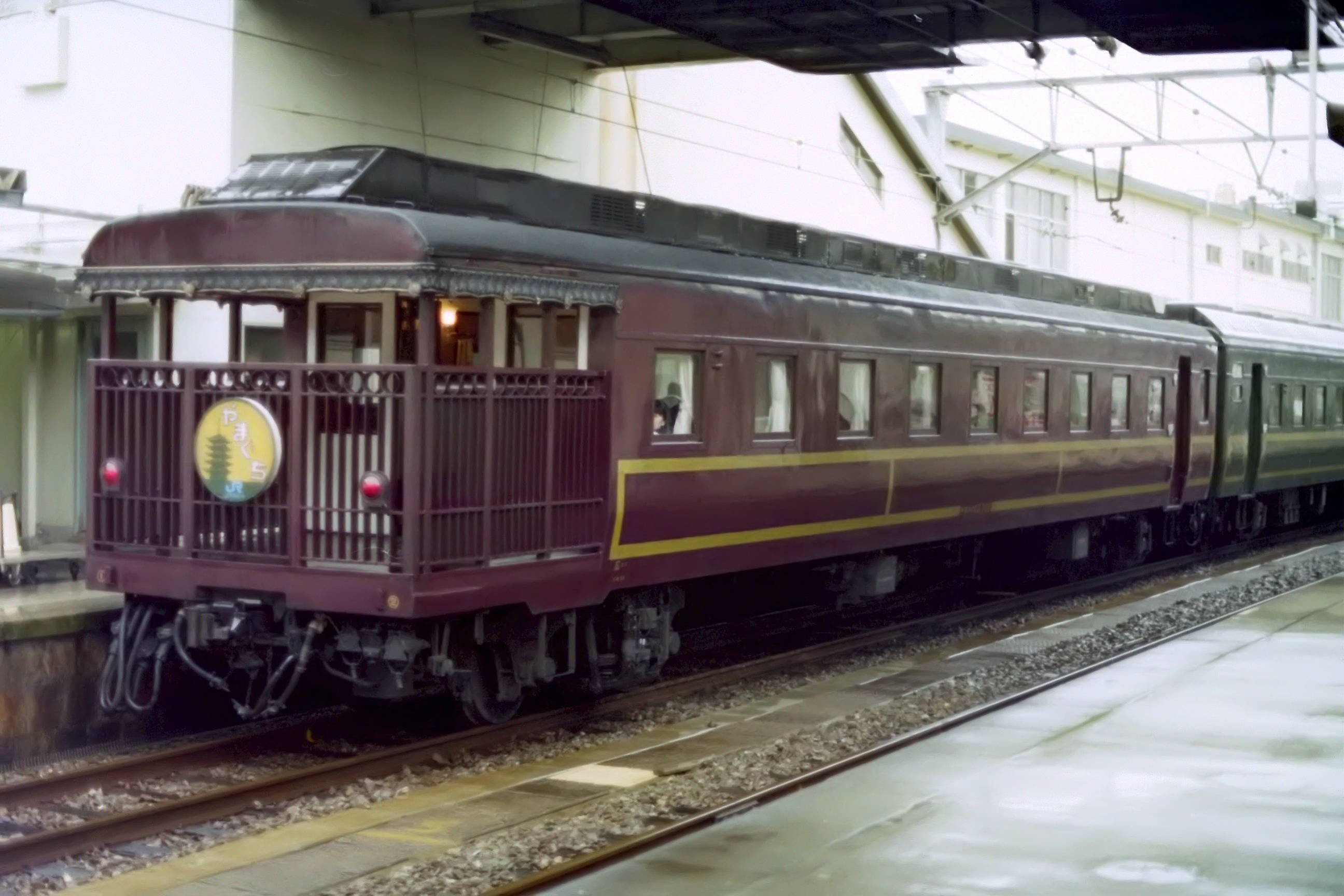
オハフ13 701「展望車風客車」
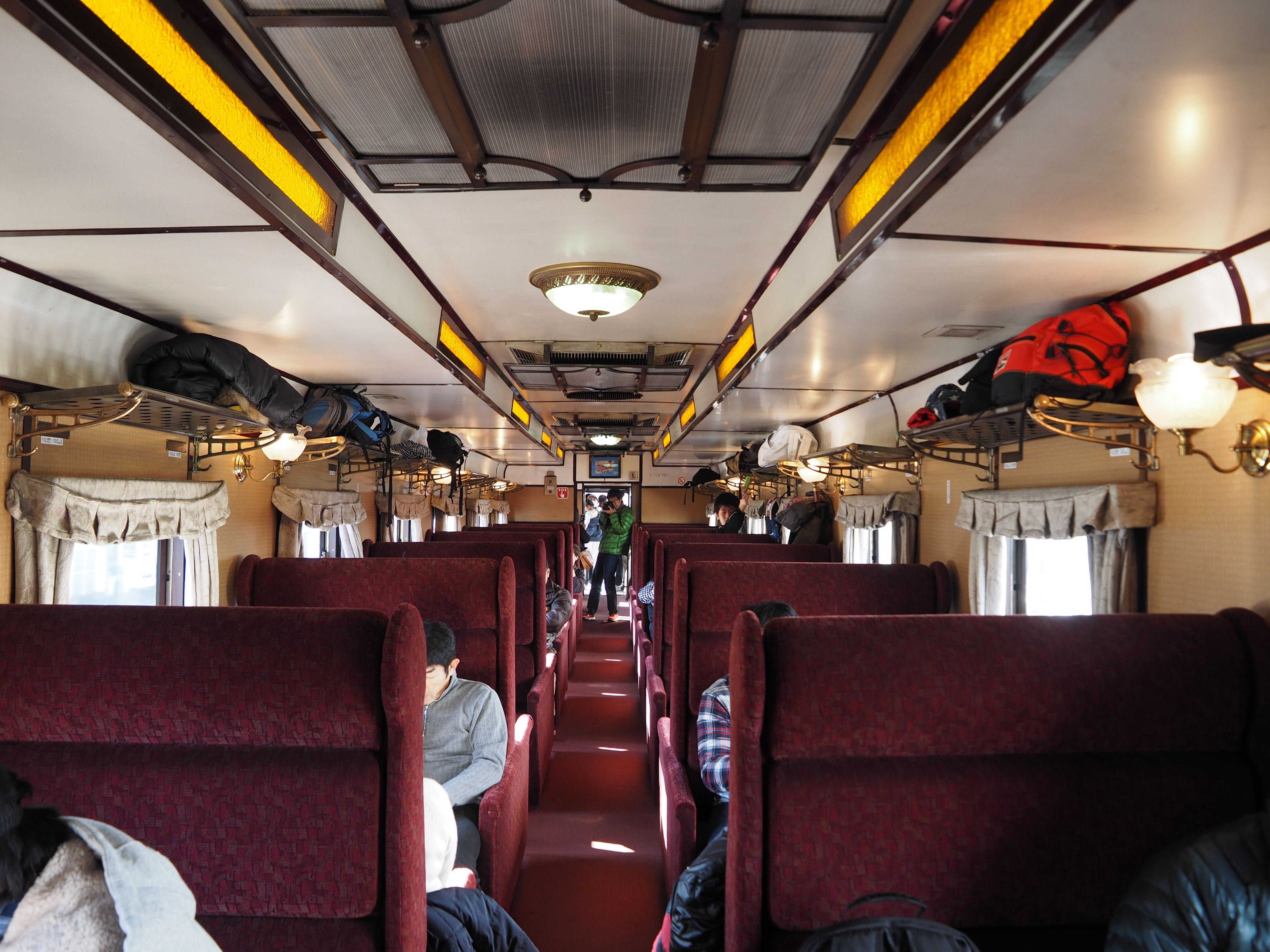
展望車風客車の車内
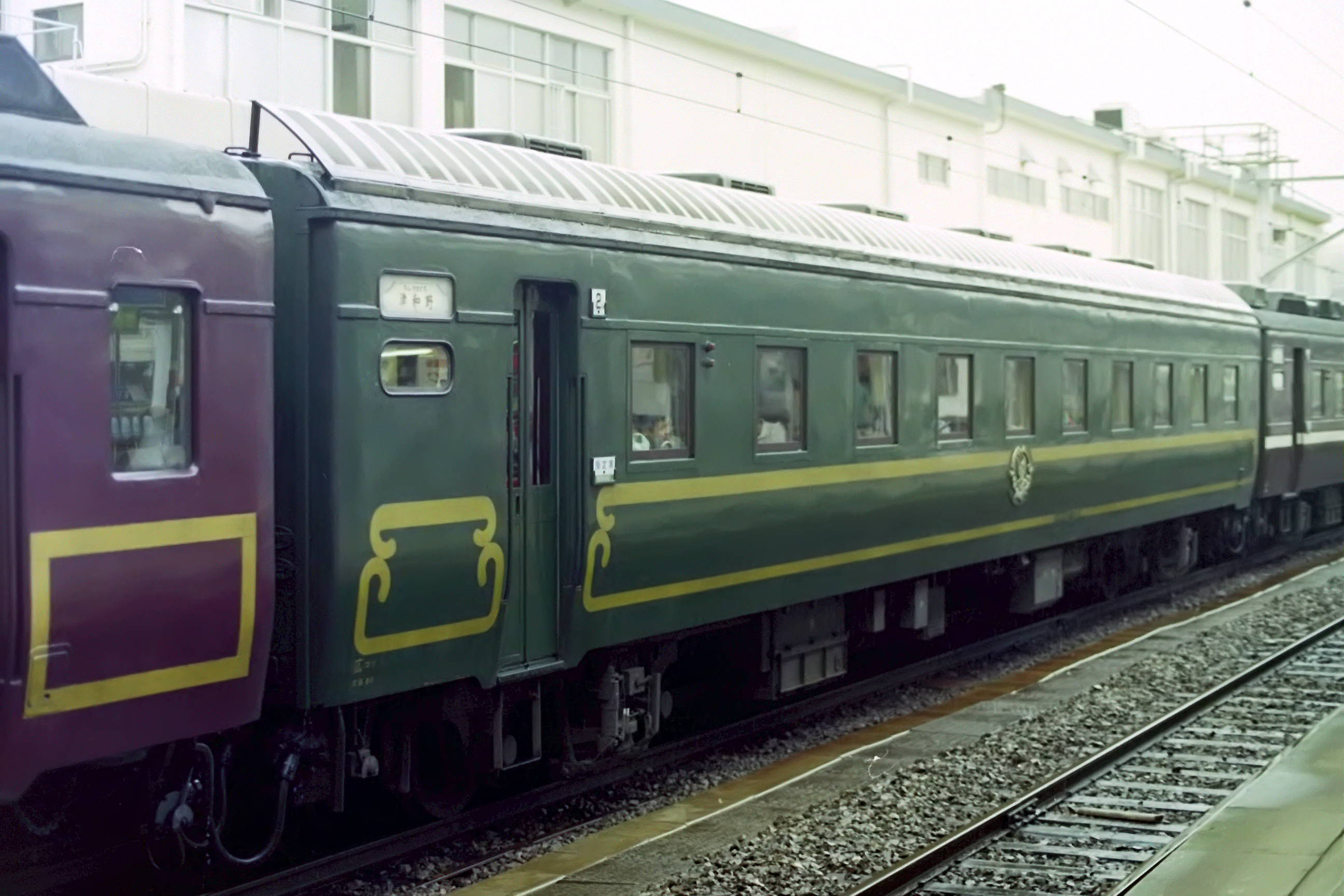
オハ12 701「欧風客車」
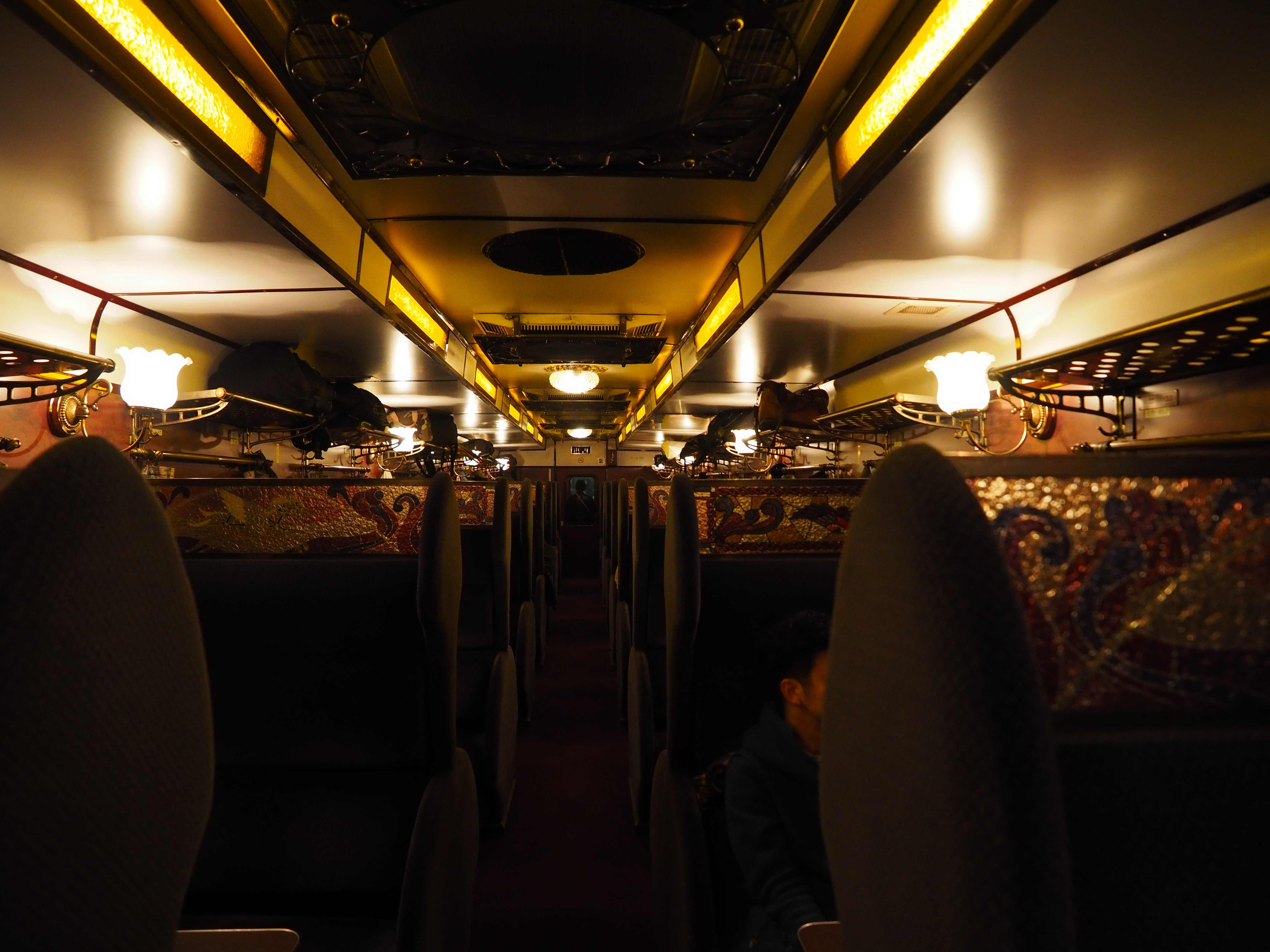
欧風客車の車内
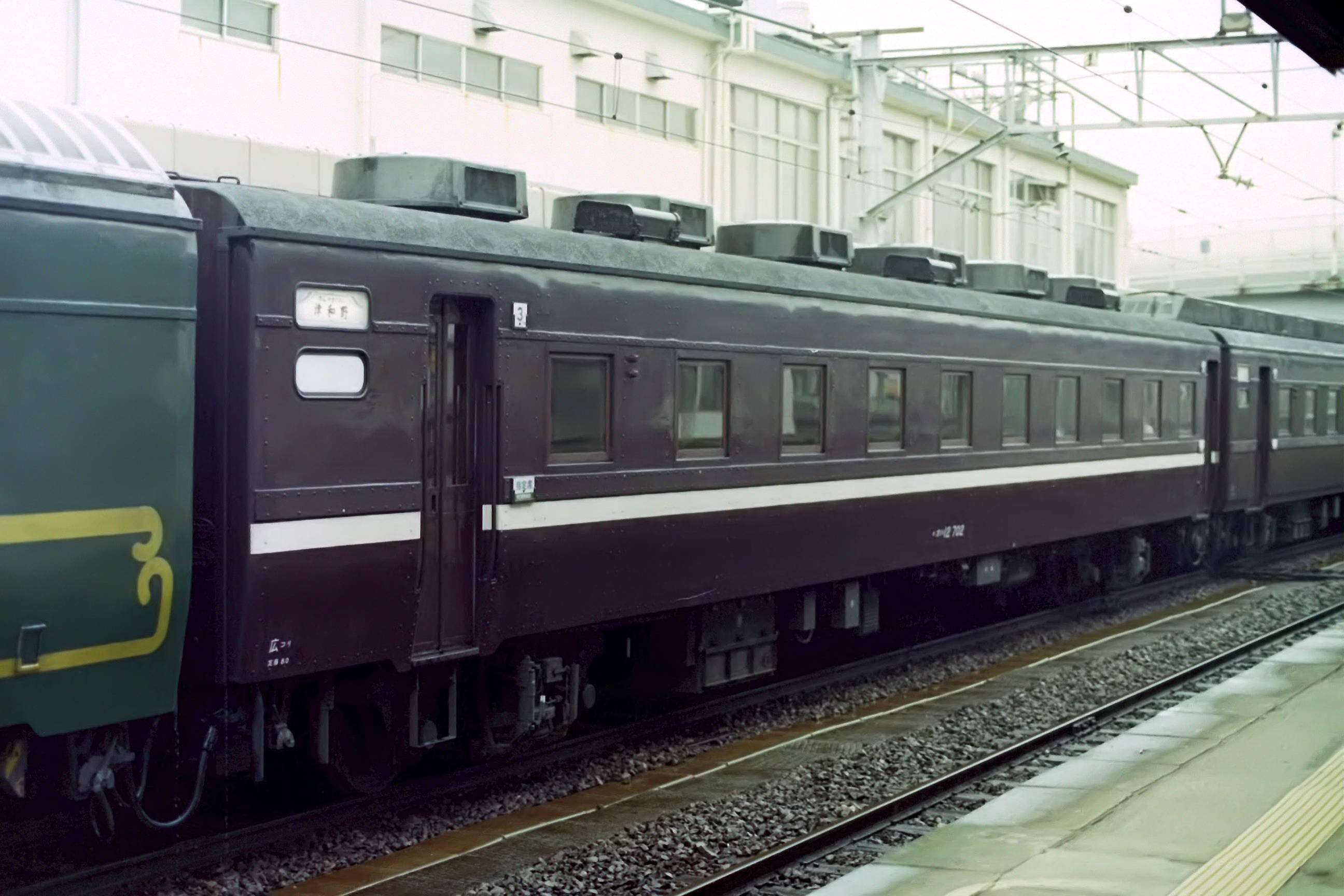
オハ12 702「昭和風客車」
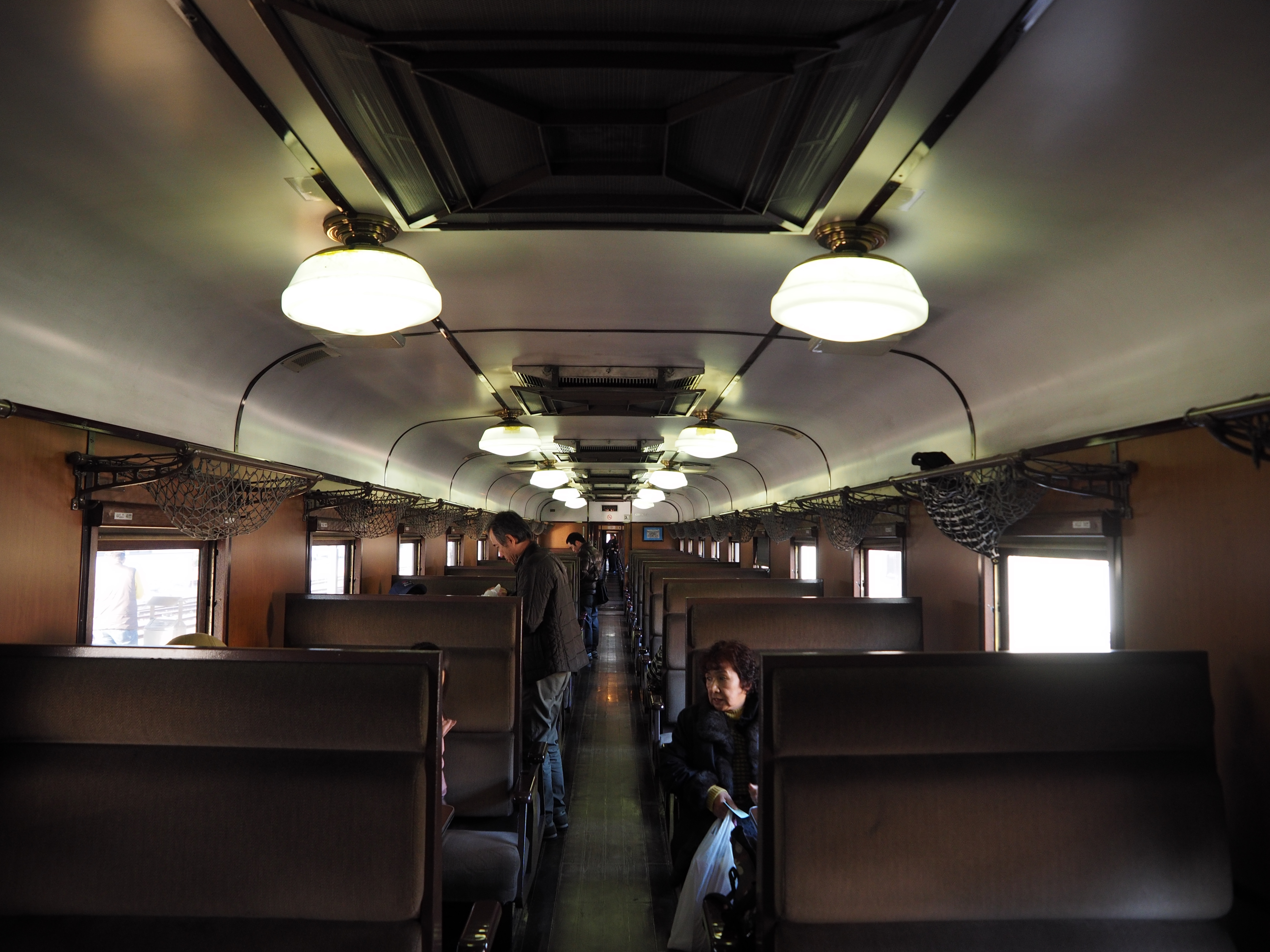
昭和風客車の車内
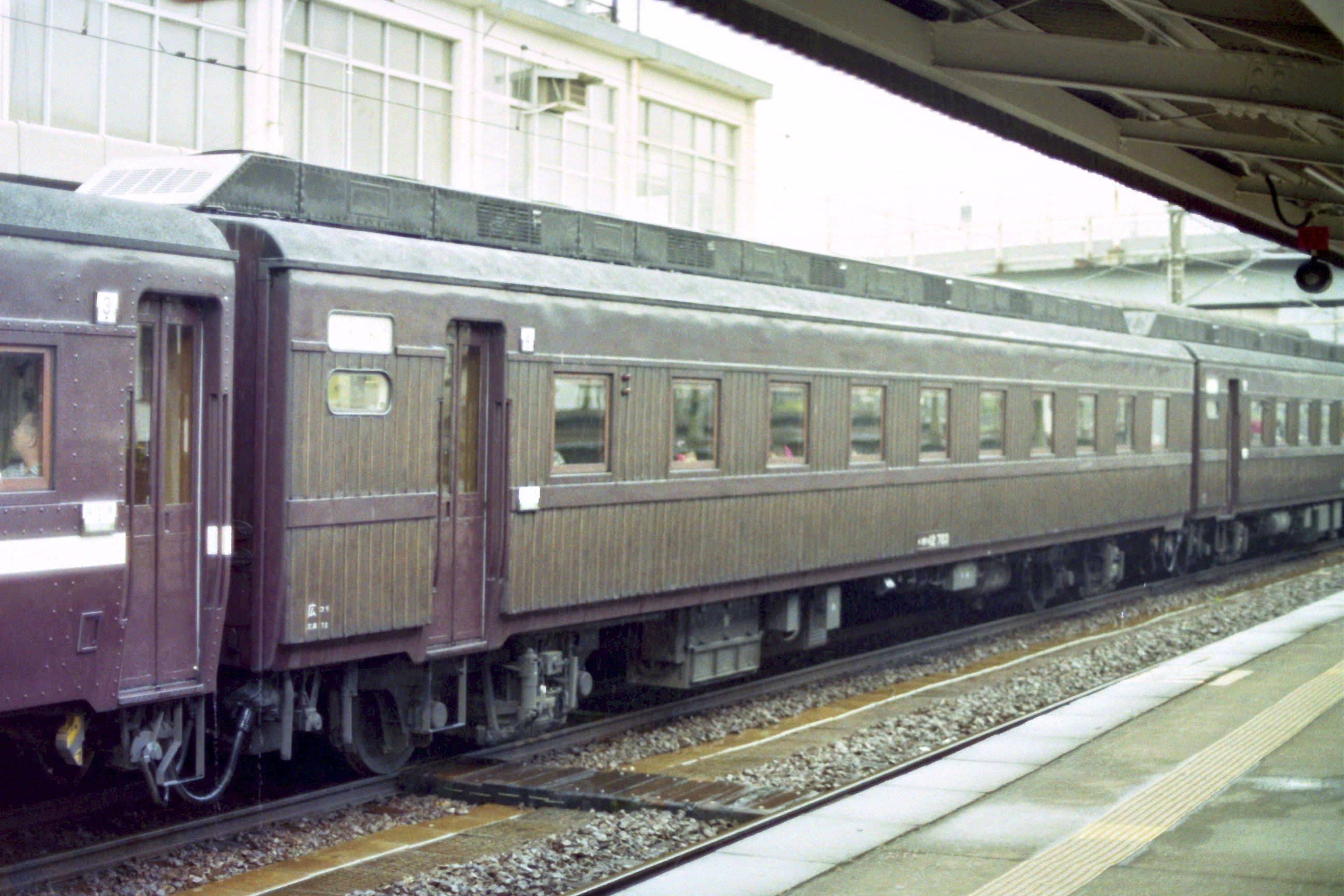
オハ12 703「大正風客車」
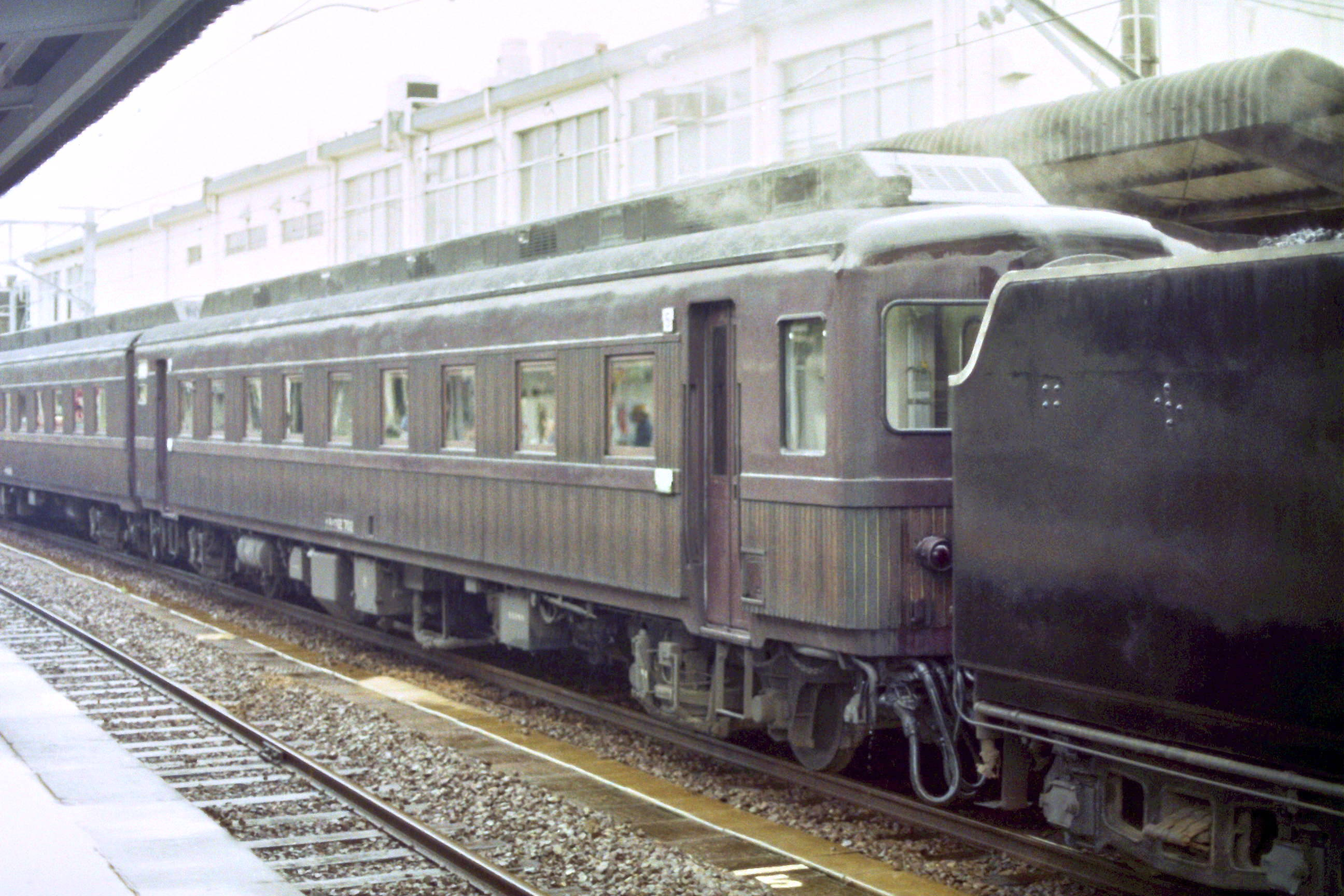
スハフ12 702「明治風客車」 （1993年8月15日 小郡駅）
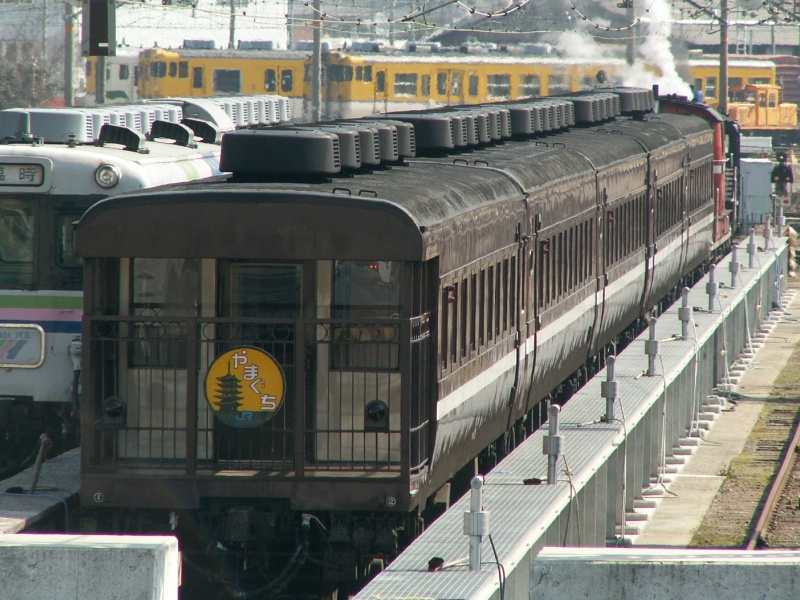
リニューアル後のレトロ客車
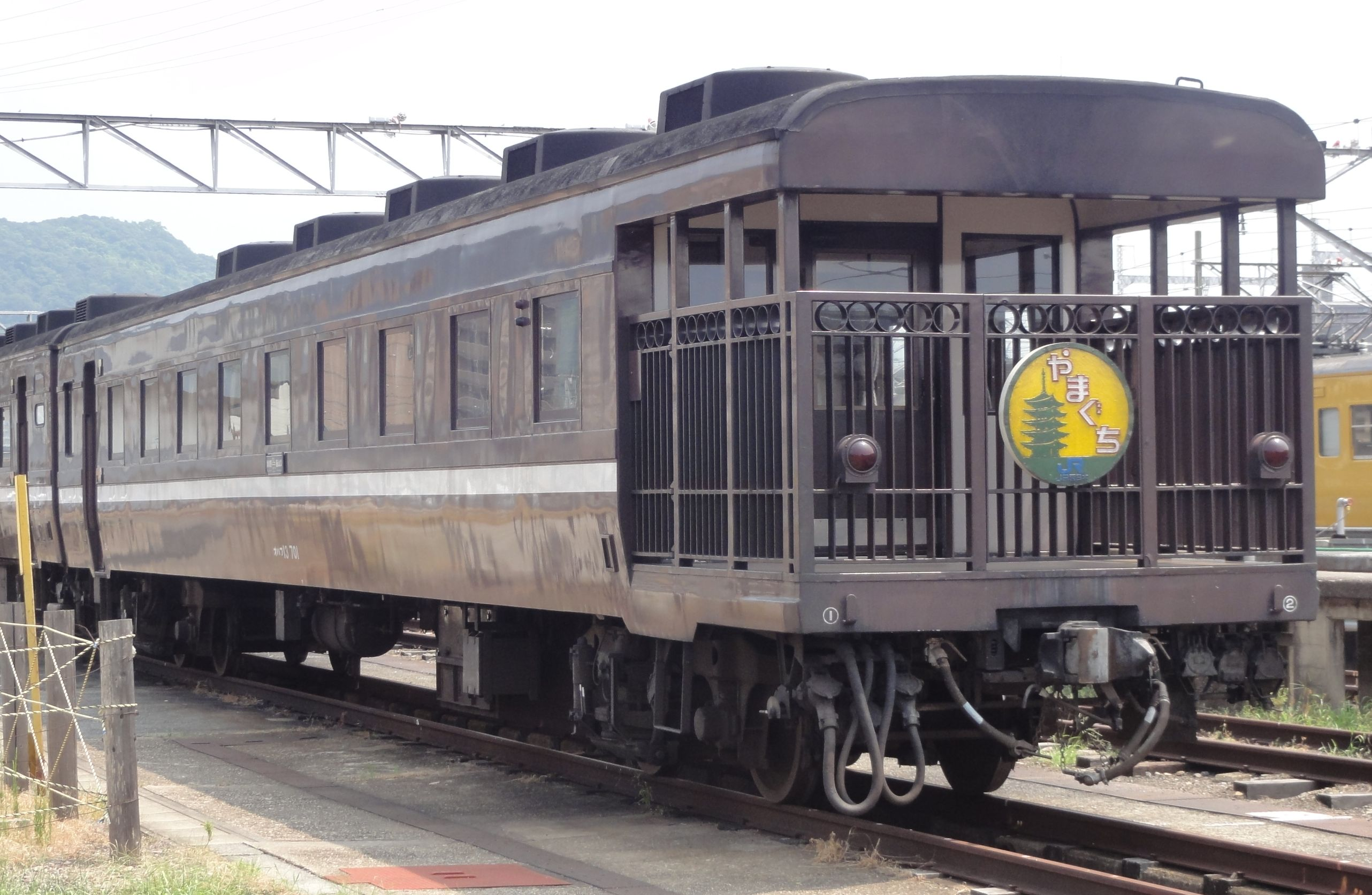
オハフ13 701「展望車風客車」
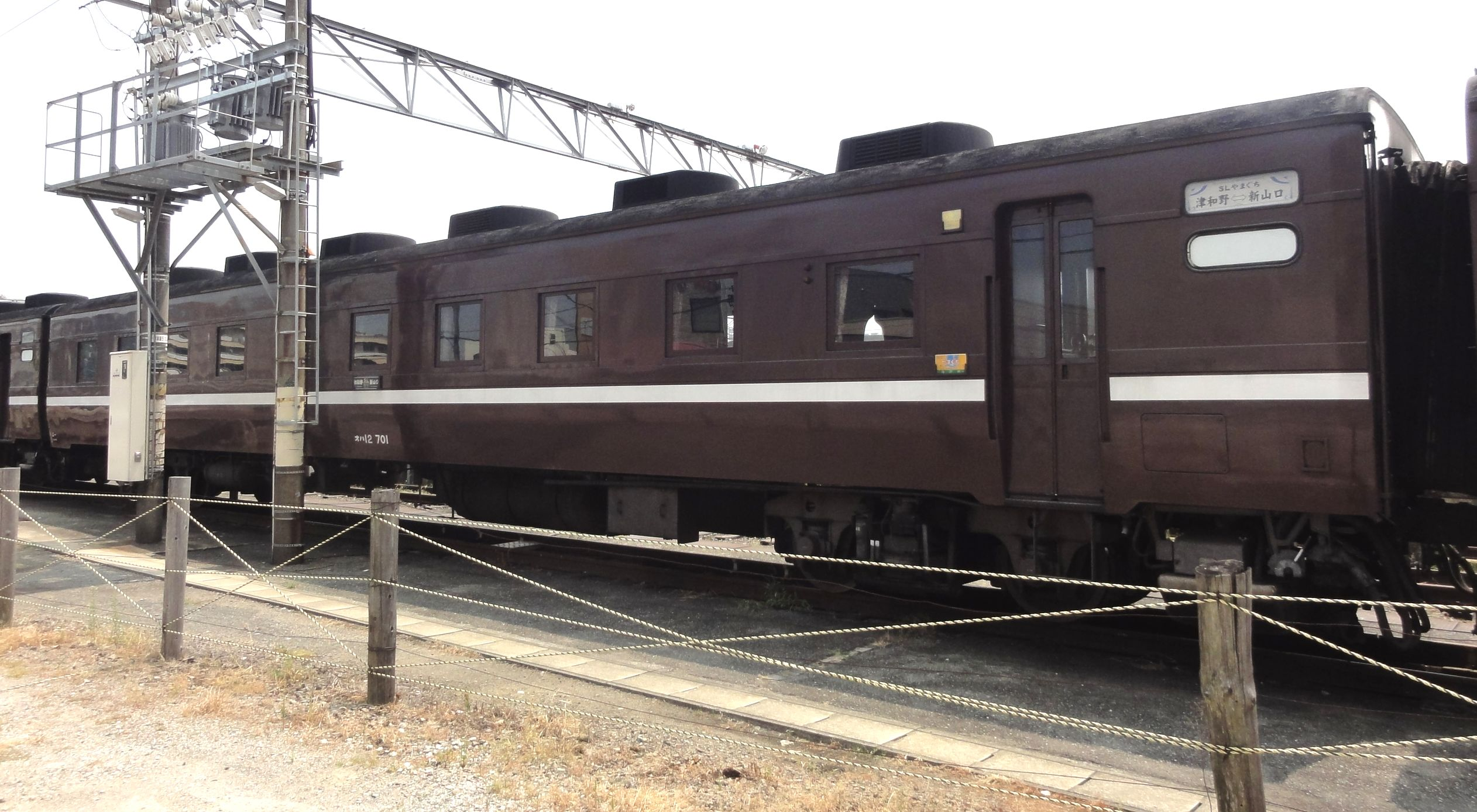
オハ12 701「欧風客車」
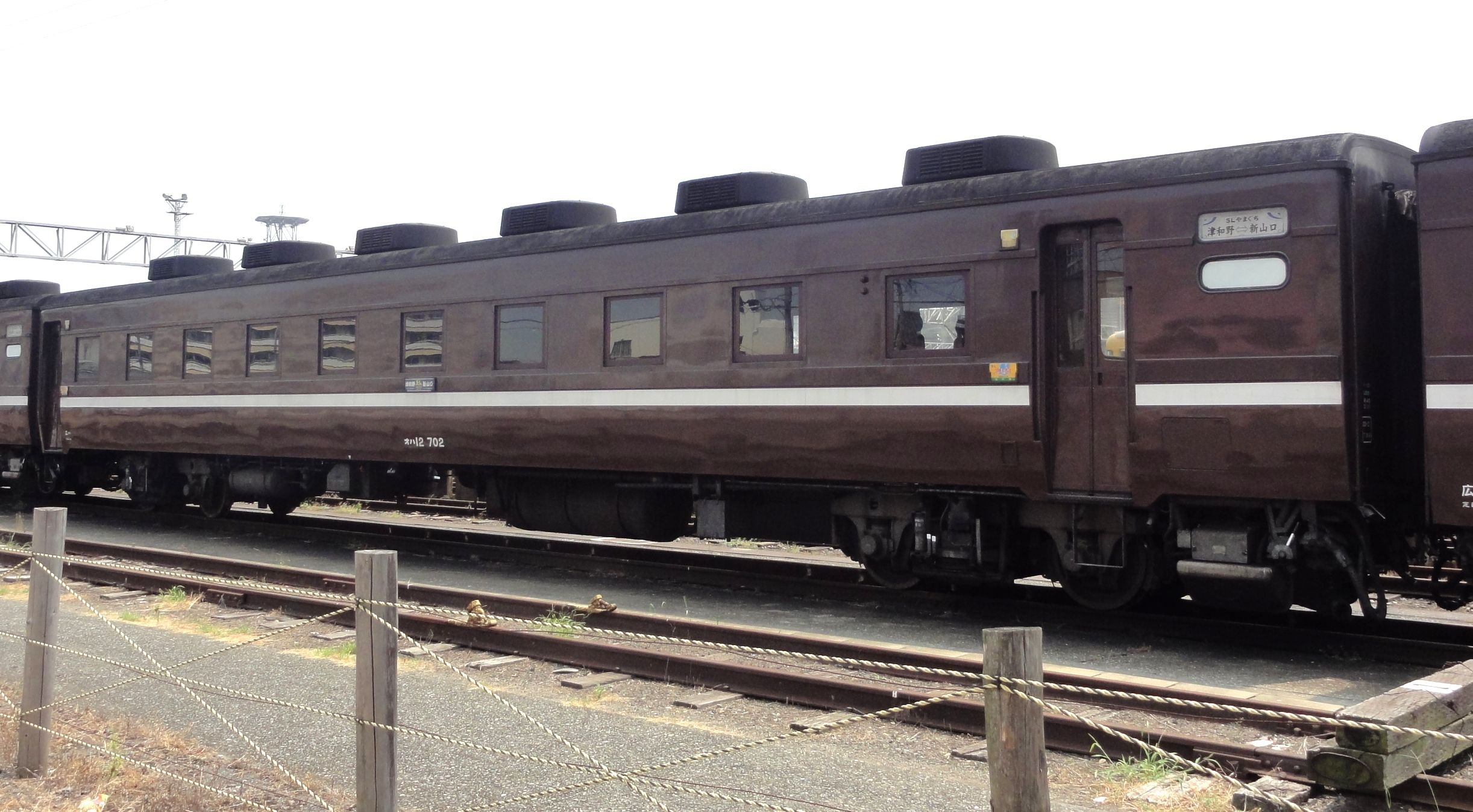
オハ12 702「昭和風客車」
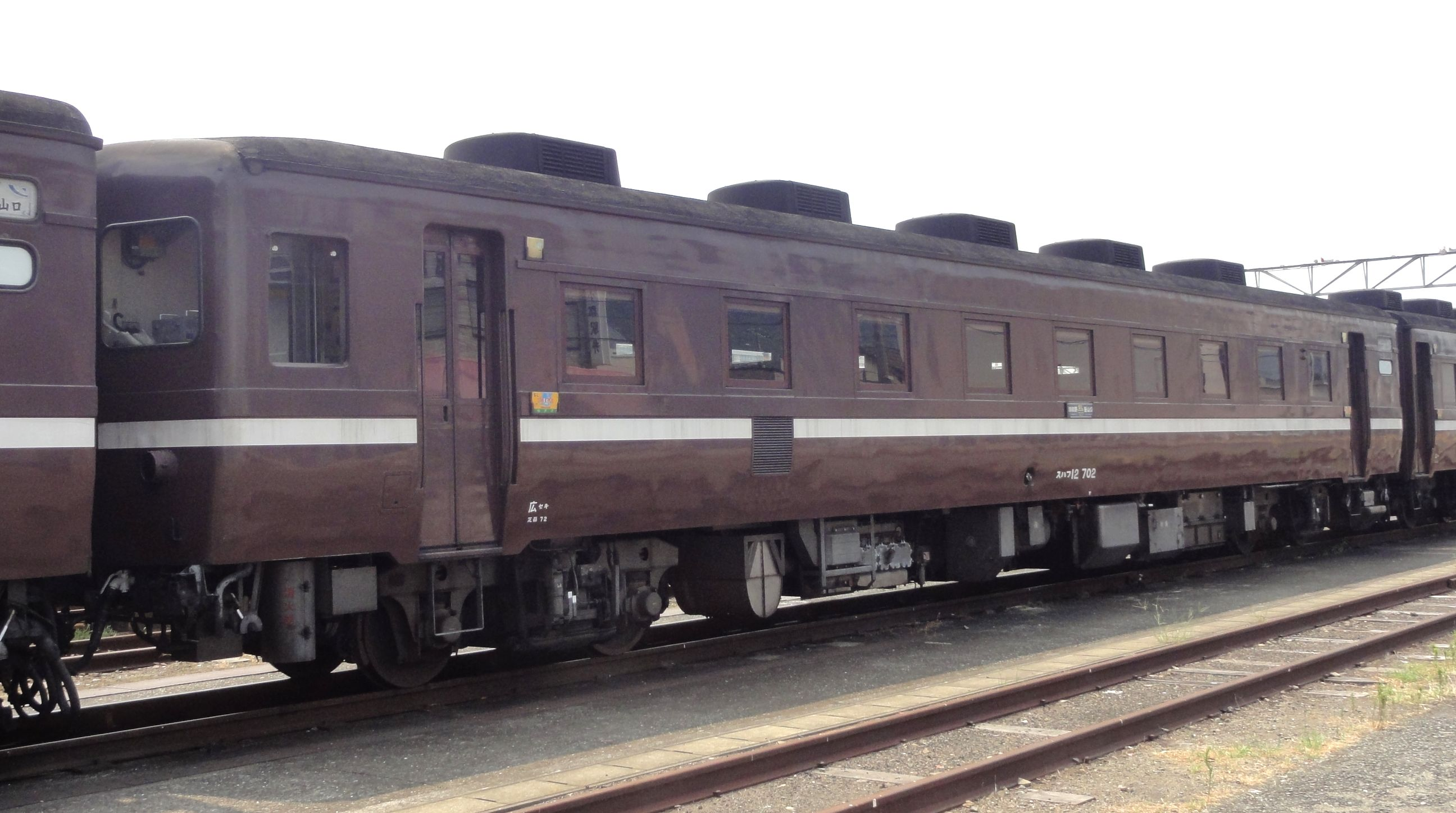
スハフ12 702「明治風客車」
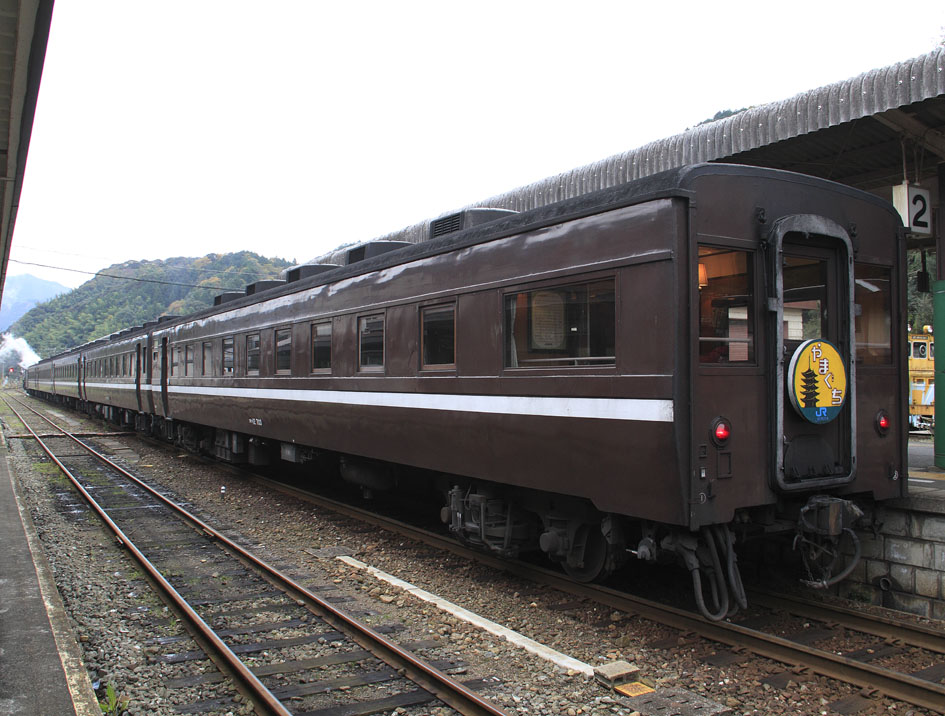
オハ12 703「大正風客車」 （2009年11月22日 津和野駅）

## トレインマーク

### ヘッドマーク

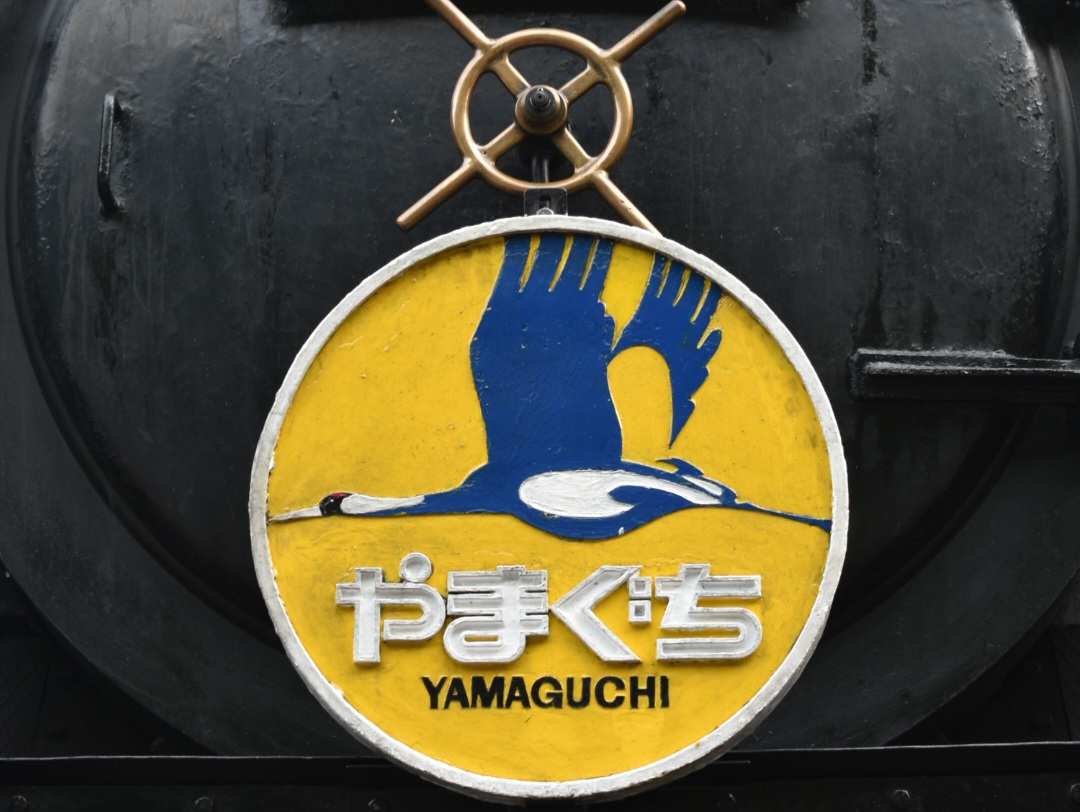
現在の通常ヘッドマーク (D51 200)

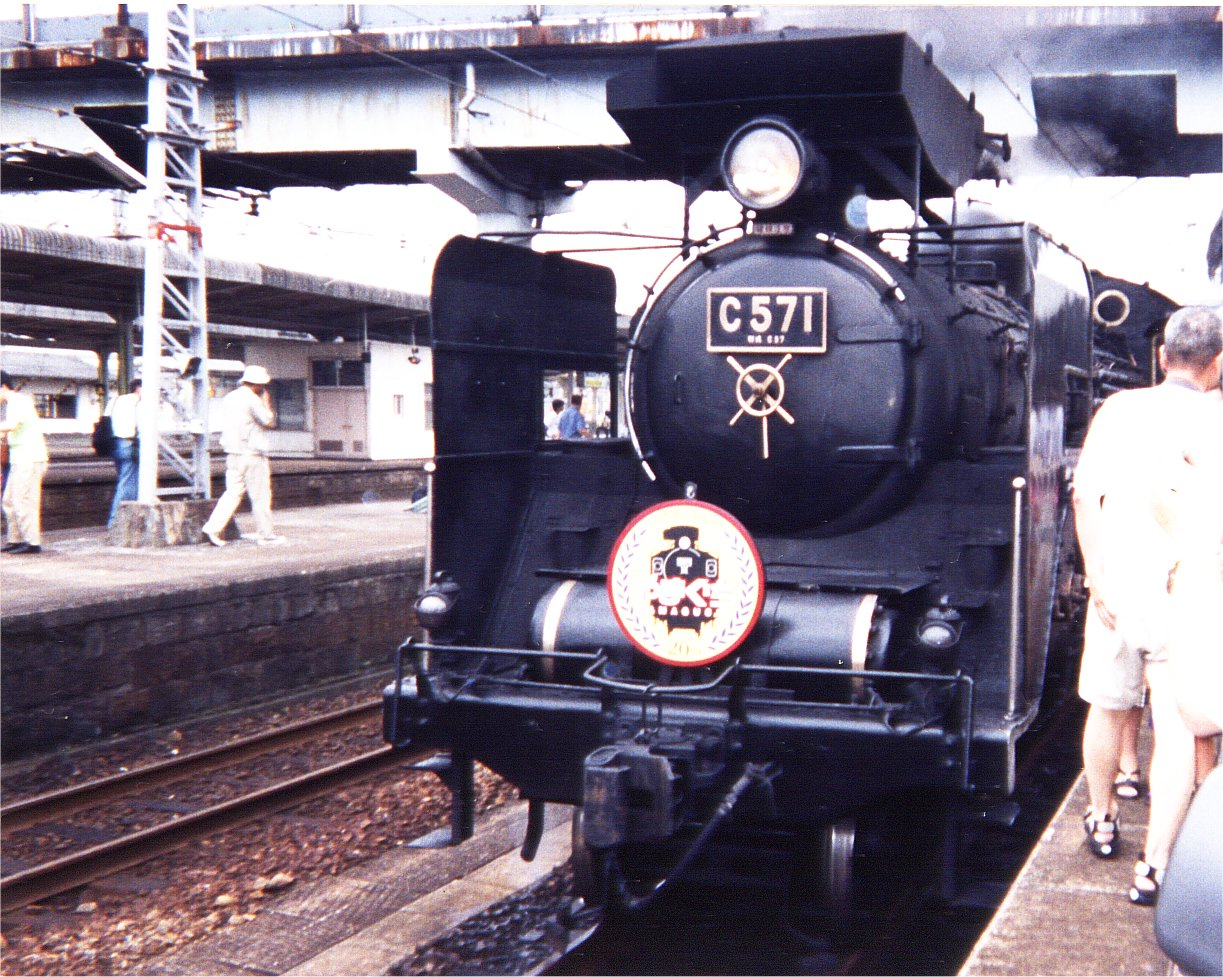
20周年記念の際には特製ヘッドマークを掲出した。

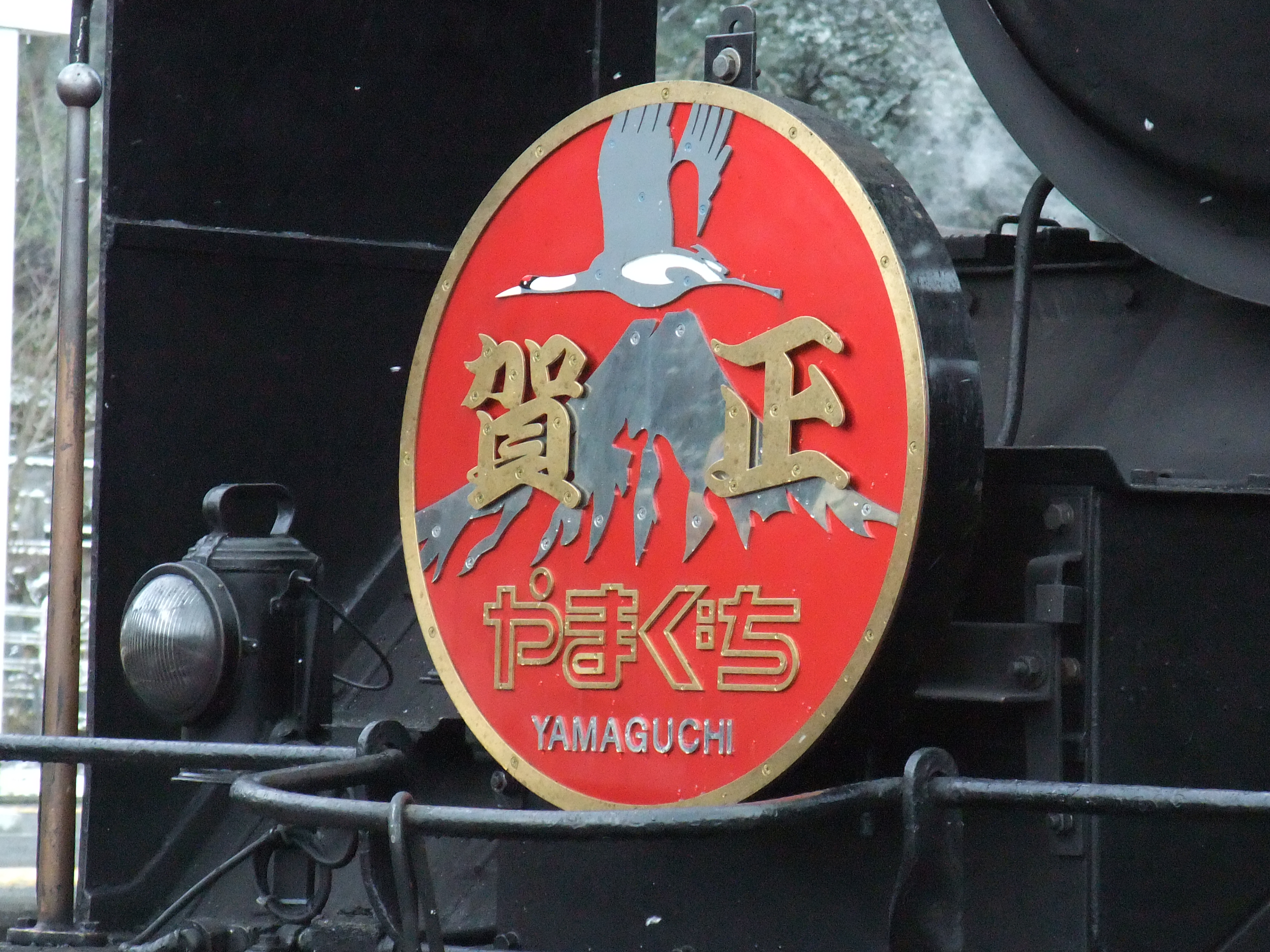
初詣列車の特別マーク（2013年版）

ヘッドマークは木彫り彫刻式のもので、丸型の黄色地に、山口県周南市八代地区で越冬のために飛来する鳥で、同県県鳥にも選定されているナベヅルを象ったものである。また、「やまぐち」と下の方に横書きで書いてある。運行開始以来、記念運転時の特製ヘッドマーク使用例を除き、変更されていなかったが、2019年（平成31年）3月末の運行からオリジナルを踏襲したデザインで新しいものに置き換えられた。
このほか、次のヘッドマークが使用された（下記の特別運用時については省略）。
- 1997年（平成9年）の運行時には、牽引機C57 1の製造60周年と、同年のNHK大河ドラマ『毛利元就』放映を記念し、丸型の赤枠黄色地の上に、ステンレスで作られた3本の矢を象ったヘッドマークが用意された。C57 1の除煙板にも同様のデザインのエンブレムが取り付けられた。
- 1999年（平成11年）は運行開始20年を記念して、ヘッドマークを特製して掲出された。また、記念日となる8月1日には子供の1日車掌を交えた記念式典が行われた。
- 2001年（平成13年）の『山口きらら博』開催期間中は、同博覧会のキャラクター「山口きららバンド」をデザインしたヘッドマークが掲出された。
- 2003年（平成15年）10月のダイヤ改正で小郡駅が新山口駅に改称されるため、同年9月30日の運行では「ありがとう小郡駅 2003.9.30」と書かれたヘッドマークが掲出され、10月1日の運行では「新山口駅 平成15年10月1日」と書かれたヘッドマークが掲出された。
- 2007年（平成19年）3月21日には、牽引機C57 1の製造70周年（1937年〈昭和12年〉3月22日竣工）を記念するヘッドマークが掲出された。デザインは公募で選ばれた7歳の男の子のもの。次点に選ばれた70歳の男性のデザインのものが除煙板に掲出された。なお、同じく70周年記念として同年8月より車内で販売されている「SL弁当」の掛け紙が1万枚限定で変更されている（これもデザインは公募）。同年4月29日には山口県山口市出身の詩人中原中也の生誕100年（1907年〈明治40年〉4月29日生まれ）を記念し、中原中也をイメージしたヘッドマークを掲出して運行された。
- 2009年（平成21年）8月1日には、SL復活30周年を記念したヘッドマークを掲出して運行された。
- 2011年（平成23年）7月23日には、SLやまぐち号乗車200万人達成にあわせて赤い銘盤プレートと黒い背景に赤い鶴「200万人達成記念やまぐちYAMAGUCHI」と表記された特製ヘッドマークが付けられた。
- 2014年（平成26年）8月23日には、山口線全線運転再開を記念したヘッドマークを掲出して運行された。
- 2016年（平成28年）には、下記の複数のヘッドマークが掲出された。
  - 3月20日から27日まで - C57 1生誕80周年『傘寿』を記念して「C571号機おめでとう傘寿」と書かれた紫色の特製ヘッドマーク。
  - 4月2日から30日までの運行日10日間 - 桜の花にナベヅルの『春号』ヘッドマーク。
  - 8月1日から28日までの運行日11日間 - 夏の空にナベヅルの『夏号』ヘッドマーク。
  - 11月3日から19日までの運行日6日間 - 夜の紅葉に金色ナベヅルの『秋号』ヘッドマーク。
- 2017年（平成29年）には、下記の複数のヘッドマークが掲出された。
  - 3月19・20日のファーストラン - C57 1が3月22日に製造80周年を迎えるため、黄色から緑のグラデーションの背景とナベヅルのデザインに『C571おめでとう80th anniversary of manufacturing』と表記された特製ヘッドマークが掲出された。
  - 4月1・2日の運行日2日間 - 4月1日にJR西日本が発足30周年を迎えたため、基本デザインに『おかげさまでJR西日本30th anniversary』と書かれたヘッドマークが掲出された。
  - 9月2日 - C57 1+35系客車のSLやまぐち号に、"Destination Yamaguchi"の文字と赤、緑、燈黄、燈、青、紫色の背景に高杉晋作の影が描かれた特製ヘッドマークが掲出された。
  - 10月14・15日 - 生誕110年・没後80年を迎えた中原中也をテーマとしたおもてなしイベント開催のため、中也が描かれた特製ヘッドマークが掲出された。
- 2018年（平成30年）4月1・7・8日には、黄色い背景に桜と島根県津和野町の鷲原八幡宮の神事である流鏑馬を描いて『やぶさめ津和野』と書かれた特製ヘッドマークが付けられた。なお、このマークは神事を広くPRするために津和野町が制作した。

### テールマーク
1987年（昭和62年）7月4日にテールマークの掲出を開始した。国宝である瑠璃光寺（山口市）の五重塔が描かれており、斜め右下がりで、「やまぐち」と文字が書かれているものを使用する。

## 特別運用
過去に本物の旧型客車を使用して運行されたことが何度かあった。最初は山陰本線で現役であった車両を使用して運行したもので、のちにはJR西日本が所有する保存車両での運行であった。旧型客車使用時の編成内容の一例は以下のとおり。小郡方が1号車。
- 1号車 - マイテ49 2
- 2号車 - オハフ33 48
- 3号車 - オハ46 13
- 4号車 - オハフ33 289

そのほか、下記のような延長運転の実施や特別編成が組まれたことがある。
SL日原星まつり号
1988年（昭和63年）8月1日、運行開始9周年を記念して、1日限りで運行区間を小郡 - 日原間に延長、初の津和野以北乗り入れを実施。C57 1牽引で、下り小郡発日原行き列車は津和野駅を通過した。日原駅構内に転車台やデルタ線がないため、上り日原発小郡行き列車は津和野駅までバック運転（逆機）であった。同駅では展望車風客車の方向転換が省略され、上り列車は組成変更なしで運行した。
SLドラマチックやまぐち号
1991年（平成3年）4月1日、1日限りで運行区間を小郡 - 益田間に延長、牽引機関車をC57 1+C56 160の重連（益田駅構内に転車台やデルタ線がないため、上り益田発小郡行き列車は津和野駅までC56 160が先頭の逆機重連。同駅からC56 160が先頭の重連）、車両をレトロ客車+マイテ49 2に変更して運行した。
SL25周年記念号
2004年（平成16年）8月1日、運行開始25周年を記念して上り列車限定で運行された。C56 160牽引で、客車は京都総合運転所（現・吹田総合車両所京都支所）所属の12系客車2両が使用された。通常の「SLやまぐち号」と異なるダイヤで運行され、「SL25年ありがとう号」（C57 1+レトロ客車5両、特製ヘッドマーク付き）と篠目駅にて列車交換した。
SLやまぐちDX号
2008年（平成20年）8月1日から3日の3日間、山口デスティネーションキャンペーンの企画列車として、牽引機関車をC56 160とC57 1の重連運転、車両を宮原総合運転所（現・網干総合車両所宮原支所）に所属するサロンカーなにわ6両編成に変更して運行した。
ヘッドマークは、「やまぐち DELUXE 2008」と表記された特製ヘッドマークを使用、テールマークには「サロンカーなにわ」オリジナルテールマークが装着されていた。
2010年（平成22年）10月9日から11日にかけては、同編成（上り列車プッシュプル）で「SLやまぐち なにわ号」として運行した。ヘッドマークは、「やまぐち なにわ」と表記された特製ヘッドマークが使用された。
SLやまぐちゆうゆう号
2009年（平成21年）9月20・21日、牽引機関車をC56 160とC57 1の重連運転、車両を当時岡山電車区に所属していたユウユウサロン岡山6両編成に変更して運行した。ヘッドマークは、「やまぐち ゆうゆう」と表記された特製ヘッドマークが使用された。テールマークは、「ユウユウサロン岡山｣となっていた。牽引機関車のC57 1は2日目の21日にナンバープレートの色を赤に変えて運行した。なお、「ユウユウサロン岡山」の多客臨時列車としての運用はこれが最後となり、同車は2011年（平成23年）3月27日をもって引退した。
SLやまぐち あすか号
2010年（平成22年）10月16・17日、牽引機関車をC56 160とC57 1との重連運転（上り列車プッシュプル）、車両を当時の宮原総合運転所に所属していたあすか6両編成に変更して運行した。ヘッドマークは、「やまぐち あすか」と表記された特製ヘッドマークが使用された。テールマークは「あすか」となっていた。
SL地福ナイトフェスティバル号
2014年（平成26年）12月23日に山口市阿東地域交流センター地福分館ふれあい広場（地福駅最寄り）で行われた「クリスマスナイトフェスティバル」に合わせて、新山口 - 地福間をDD51 1043とC57 1との重連運転+レトロ客車3両（展望車風客車、明治風客車、大正風客車）で運行。通常とは異なり、下り列車は新山口駅を午後に出発し、上り列車は地福駅を夜出発するダイヤで運行された（地福 - 津和野間は回送運転）。ヘッドマークは「地福ナイトフェスティバル」と表記された特製ヘッドマークが使用された。
2015年（平成27年）12月23日の運行は、新山口 - 地福間をC56 160とDD51 1043との重連運転+レトロ客車3両（展望車風客車、明治風客車、大正風客車）で運行。停車駅は、新山口駅、山口駅、地福駅で、1往復運行された。C56 160は直前の12月19・20日に運行された「SLクリスマス号」のときと同じく、赤いナンバープレートを付け、ランボードの白線や煙突の金帯を外した状態で運行された。この装備は、2016年（平成28年）1月1日から3日に運行される「SL津和野稲成号」でも継続された。
SLありがとうレトロ客車号
2017年（平成29年）9月2日に上り列車限定で運行された。C56 160+DD51 1043の重連運転。同日の下りSLやまぐち号（C57 1+35系客車）と篠目駅にて列車交換した。ヘッドマークは、ナベヅルの基本デザインに「ありがとうレトロ客車 1979.8.1〜2017.9.2」と表記された特製ヘッドマークが使用された。
ありがとうC56号
2018年（平成30年）5月6日に上り列車限定で運行された。C56 160+DD51 1043の重連で12系客車5両を牽引した。同日の下りSLやまぐち号（D51 200+35系客車）と篠目駅にて列車交換した。ヘッドマークは、基本デザインに赤字で「ありがとうC56 2018.5.6」と表記された特製ヘッドマークが使用された。
SL新山口駅開業120周年記念号
2020年（令和2年）12月5・6日、新山口駅開業120周年を記念して運行された。

## 沿革
蒸気機関車の運行が終了した当時、国鉄では大都市圏での動態保存運行を目指し、梅小路蒸気機関車館を京都府京都市内に建設。いくつかイベント運行が実施されたが、設備縮小や乗務員の維持、京阪100年号事故などの運行時の混乱を受けて一時的に停滞する。
昭和53年国鉄の高木総裁(当時)がSLの復活運行を表明すると、国会でいくつか質問があったほか、妻線、湧網線、山下臨港線など各地で誘致運動が活発化していた。
国鉄部内で検討がすすめられた結果、1・SL運行の設備が残っている、2・ダイヤに余裕がある、3・国鉄に対し収入増が見込めるなどを検討した結果、山口線内で運行することが適当だと決定した。
- 1979年（昭和54年）
  - 6月29日 - 試運転を開始[26]。
  - 7月2 - 29日 - 訓練運転を実施[26]。
  - 8月1日 - C57 1牽引で運行開始[26]。客車はオリジナルの12系が使用された。
- 1980年（昭和55年）
  - 1月5・6日 - C58 1牽引の団体列車が運行される。
  - 9月28日 - 乗客10万人達成。
  - 6月1日 - C57 1+C58 1の重連運転開始。
- 1982年（昭和57年）
  - 乗客20万人達成。
- 1983年（昭和58年）
  - 11月20日 - 乗客30万人達成。
- 1984年（昭和59年）
  - 1月3日 - C58 1が同日の初詣列車牽引をもって運用終了。以後予備機なしでC57 1のみでの牽引になる。
  - 7月31日 - C57 1(緑ナンバーでやまぐち号のヘッドマークを装着)が団体列車として落成間もない20系ホリデーパル4両を牽引[27]。
- 1985年（昭和60年）
  - 8月13日 - 乗客40万人達成。
  - 12月22日 - 年内の定期運用終了後、落成間もないゆうゆうサロン岡山が山口線に入線してC571とDD51-887の重連で牽引[28][29]
- 1986年（昭和61年）
  - 10月4日 - 専用ヘッドマークや日章旗を掲げたC57 1がホリデーパル4両を牽引するブライダルトレイン「SL寿たつみ号」を山口線内で運転。[30]
  - 11月30日 - 乗客50万人達成。
- 1987年（昭和62年）
  - 12系客車7両の外装をぶどう色2号の地に白帯に変更。
  - 4月1日 - 国鉄分割民営化により、JR西日本が運行を継承。
  - 4月10日 - C57 1(やまぐち号のヘッドマークを装着)がDD51-844との重連でホリデーパル8両を牽引して山口線を走行[31]
  - 6月7日 - マイテ49 2増結開始。6月の毎日曜日に旧型客車3両+マイテ49 2で運行（28日を除く）。
  - 6月28日 - C57 1+C56 160の重連運転開始。下りはC56 160が先頭、上りはC57 1が先頭であった。なお、同日の編成は、小郡方からマイテ49 2+ぶどう色2号スハフ12+ぶどう色2号オハ12+旧型客車3両+ぶどう色2号スハフ12の7両編成であった。
- 1988年（昭和63年）
  - 6月ごろ - 12系客車5両の内装・外装が改造される。改造されなかった2両のうち、スハフ12 18は予備電源車、オハ12 247は予備座席車となる。
  - 7月24日 - 内装・外装が改造された12系客車5両が「レトロ客車」として運用開始。
  - 8月1日 - 津和野 - 日原間で延長運転し、「SL日原星まつり号」として運行。上り列車の日原 - 津和野間は逆機であった。
- 1991年（平成3年）
  - 4月1日 - 津和野 - 益田間で延長運転し、「SLドラマチックやまぐち号」として運行。C57 1+C56 160の重連でマイテ49 2増結。上り列車の益田 - 津和野間はC56 160が先頭の逆機重連。
- 1995年（平成7年）
  - 1月31日 - スハフ12 18廃車。その後、予備電源車はスハフ12 36となる。
  - 3月25日 - 乗客100万人達成。
- 1996年（平成8年）
  - 6月 - 環境庁（現・環境省）が選定した日本の音風景100選に、「山口線のSL」として選出される。
- 1997年（平成9年）
  - 3月31日 - オハ12 247廃車。
- 1999年（平成11年）
  - 運行開始20周年を記念し、特製ヘッドマークが掲出される。
  - 8月1日 - 記念式典が行われるとともにC56 160、マイテ49 2を連結した特別編成で運行。
- 2000年（平成12年）
  - 12月31日 - 「SLやまぐち21世紀号」が運行される。
- 2003年（平成15年）
  - 「レトロ客車」の改造工事を実施。3月21日に運行開始。
  - 8月10日 - 乗客150万人達成。
- 2004年（平成16年）
  - 8月1日 - 復活25周年の記念運転が行われる（下りC57 1牽引の「SL25年ありがとう号」と、上りC56 160牽引の「SL25周年記念号」が篠目駅で列車交換）[19]。
- 2005年（平成17年）
  - 「レトロ客車」のリニューアル工事を実施。3月19日に運行開始。
- 2007年（平成19年）
  - 8月1日 - C57 1の製造70周年企画イベントとして、上り列車に限りC56 160と初のプッシュプル運転を実施。同様のプッシュプル運転が15日と19日にも実施。
- 2008年
  - 8月1 - 3日 - 客車を「サロンカーなにわ」に変更の上、「SLやまぐちDX号」として運行[20]。
- 2009年（平成21年）
  - 7月27日 - 津和野駅構内にて「津和野SLプレミアムナイト」が実施される。SLライトアップなどが催された。
  - 8月1日 - 客車をオリジナル仕様の12系客車5両編成（京都総合運転所所属）に変更の上、「SLやまぐち30周年号」として運行。上り列車はプッシュプル運転。
  - 8月15日 - C57 1+C56 160+マイテ49 2+レトロ客車による「SLやまぐち号」最終運行日。
  - 9月20・21日 - 客車をイベント車両「ユウユウサロン岡山」6両（グリーン車）に変更の上、「SLやまぐちゆうゆう号」として運行[22]。
- 2010年（平成22年）
  - 10月9 - 11 - 客車を「サロンカーなにわ」に変更の上、「SLやまぐち なにわ号」として運行[21]。
  - 16・17日 - 客車を「あすか」に変更の上、「SLやまぐち あすか号」として運行[23]。
- 2011年（平成23年）
  - 7月23日 - 乗客200万人達成。
- 2013年（平成25年）
  - 7月29日 - 前日発生した山口県北部・島根県西部の豪雨に伴う山口線の被災に伴い、SLやまぐち号の運行を「当分の間」取り止めることを発表[32]。翌30日、年内の運転の取り止めが正式発表される[33]。この年はC57 1の全般検査の調整の関係上例年より遅い5月3日運行開始となっており、この年の運行日数は復活以来最も少ない28日にとどまった。
  - 10月11日 - JR西日本が、11月2・3日に「SLがんばろう山口・津和野号」として新山口 - 地福間でSL運行を再開することを山口県に報告。C56 160牽引による運行となり、地福 - 津和野間は鉄道代行バスにより連絡する。「SLクリスマス号」「SL津和野稲成号」も同区間で運行予定であった[34]。いずれも下り新山口発地福行き列車のみの運行。
- 2014年（平成26年）
  - 2月7日 - 3月から6月までの運行計画を発表。前年の運行再開時同様、新山口 - 地福間での運行となる。C56 160とDD51形との重連運転で、下り列車はC56 160を先頭に「SLやまぐち号」として、上り列車はDD51形を先頭に「DLやまぐち号」として運行[35]。なお、6月は運行されなかった。
  - 5月23日 - 7月から9月の運行計画を発表。大まかな運行計画は3月から6月までと同様だが、7月5日以降は牽引機としてC57 1が復帰し、下り列車は同機の単機牽引となる（上り列車はDD51形を先頭とした重連運転）[36]。
  - 7月15日 - 7月13日の運行時にC57 1に不具合が発生したため、7月19日から当分の間、DD51形のみの牽引による快速列車「やまぐち号」として運行すると発表[37]。不具合の内容についてJR西日本のニュースリリースでは明らかにされていないが、動輪の車軸の一部が通常よりも高温になるトラブルがあったと報じられている[38]。
  - 8月15 - 22日 - C56 160およびDD51形による牽引で、SLやまぐち号の運行を再開。春季運行時と同様、新山口 - 地福間での運行で、下り列車はC56 160を先頭に「SLやまぐち号」として、上り列車はDD51形を先頭、C56 160は逆機で「DLやまぐち号」として運行。
  - 8月23日 - 山口線地福 - 津和野間が復旧し、新山口 - 津和野間の運行に戻る[39]。運行開始初日はC57 1とC56 160の重連運転で、上下列車ともSLやまぐち号として運行された。
  - 12月20・21日 - 2014年（平成26年）版の「SLクリスマス号」運行。C57 1の不具合のため、DD51 1043を前補機として、展望車風客車、明治風客車、大正風客車の3両を牽引して運行された[40]。
- 2015年（平成27年）
  - 1月1 - 3日 - 2015年（平成27年）版の「SL津和野稲成号」運行。C57 1の不具合のため、同機の次位にDD51 1043を連結した重連で、展望車風客車、明治風客車、大正風客車の3両の客車を牽引して運行された。C57 1の冬季運行は、2000年（平成12年）12月31日から2001年（平成13年）1月1日に運行された「SLやまぐち21世紀号」以来、14年ぶり[41]。
  - 3月30日 - 旧型客車を復刻した客車（マイテ49・オハ35・オハ31をモデルとしたもの）を新造し2017年（平成29年）9月に投入予定であることを公式発表（詳細前述）。
- 2016年（平成28年）
  - 7月9・10日 - 明治風客車のディーゼル発電機の故障により、スハフ12 36が2009年（平成21年）8月以来7年ぶりに増結され、C57 1+DD51 1043+スハフ12 36+レトロ客車5両の編成で運行された。
- 2017年（平成29年）
  - 8月1日 - C57 1+C56 160の重連による「SLやまぐち号」最終運行日。
  - 8月27日 - C57 1+レトロ客車による「SLやまぐち号」最終運行日。
  - 9月2日 - 津和野発新山口行きの「SLありがとうレトロ客車号」をもってレトロ客車が運用を終了[12]。35系客車が運用を開始。
  - 10月27日 - レトロ客車およびスハフ12 36廃車。
  - 11月25日 - D51 200が牽引開始。
  - 11月26日 - C57 1+D51 200の重連運転開始。同日の下りはC57 1が先頭、上りはD51 200が先頭であった。
- 2018年（平成30年）
  - 5月5日 - D51 200+C56 160の重連運転による「SLやまぐち号」運行[7]。これをもって、C56 160は本列車の牽引を終了した。
  - 5月6日 - 津和野発新山口行きの「ありがとうC56号」をもってC56 160が山口線での運用を終了[8]。
  - 7月21日 - 平成30年7月豪雨による山陽本線等の被災の影響により機関車の回送が不可能となったため運休（この日から予定されていた営業運転を中止）[42]。
  - 9月29日 - 運行再開[43]。
- 2020年（令和2年）
  - 10月10日 - C57 1が大蔭踏切（津和野市街地はずれ）から新山口方面にかけての山間部でシリンダー気密部品の破損により、峠越えに失敗。運行できなくなり、乗客はバスでの代替輸送。SL、客車はDD51 1043にて新山口駅まで回送。これにより、17・18日はDD51 1043が代理牽引。24日から11月22日はD51 200を梅小路運転区より貸出で対応[44]。
- 2021年（令和3年）
  - C57 1・D51 200ともに修繕を実施するため、「津和野稲成号」をDD51 1043牽引の「DL津和野稲成号」として運行。「やまぐち号」についても3月20日運行開始時から9月20日まで「DLやまぐち号」として運行[45]。
  - 8月1 - 29日 - DE10形の重連 (DE10 1076+1531[46]) による「DLやまぐち号」運行[47]。
  - 10月23日 - D51 200の修繕が完了し、同日から「SLやまぐち号」としての運行を再開[48]。
- 2022年（令和4年）
  - 5月3日 - 津和野駅での折り返し作業中、D51 200の炭水車の台車に長さ3 cm・深さ1.5 cmの亀裂が入っていることが発覚し、運用離脱。同日の上り列車の乗客はバスによる代行輸送。翌4日からはDD51 1043の代理牽引となった。台車は神奈川県の専門業者で修理された。8月中旬から1か月ほど試運転を行うため、SLでの運転再開は2022年10月以降となる予定であったが[49][50][51]、8月10日にこの年は年間通じてDD51による牽引で運転されることが発表された[52][53]。
- 2023年（令和5年） - SLの大規模検査に伴い、この年はSLでの運転を行わず、年間を通じてDLでの運行となった。
- 2024年（令和6年）　　同年8月、45周年を記念した列車が臨時で運行した。

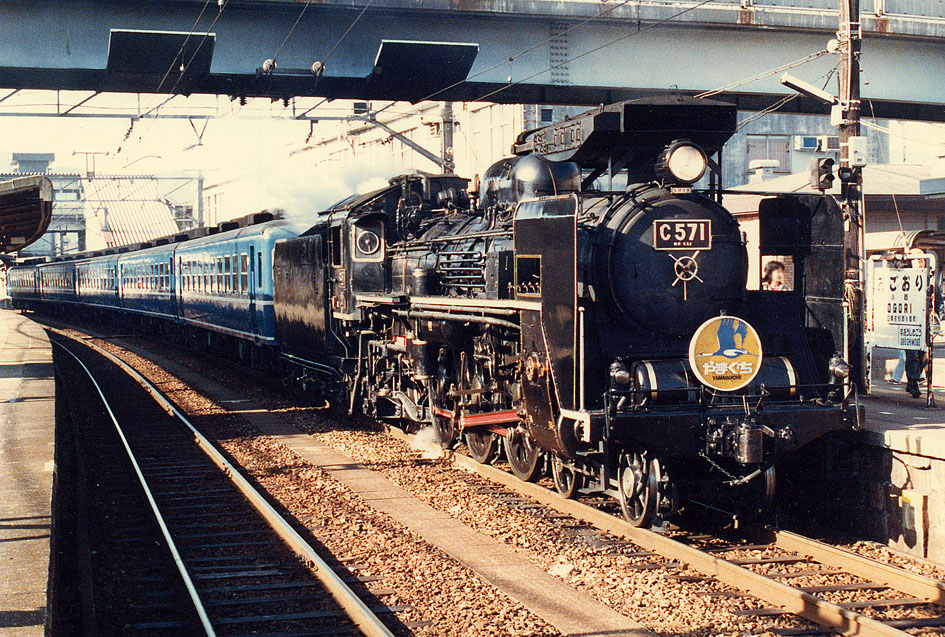
SLやまぐち号 （1986年 小郡駅）
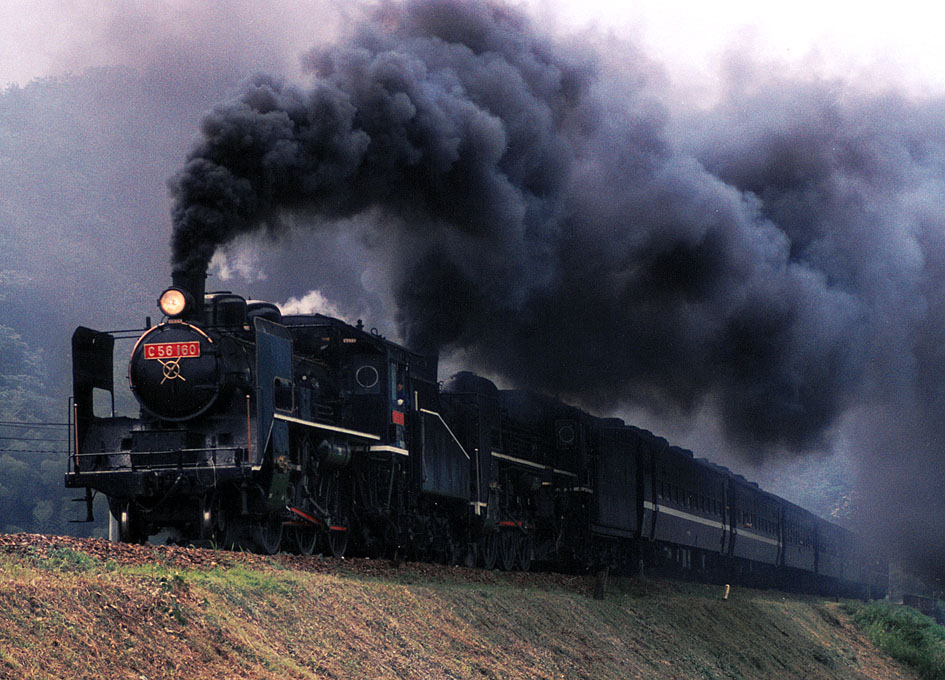
C56 160+C57 1牽引によるSLやまぐち号 （1987年6月28日 長門峡 - 渡川間）
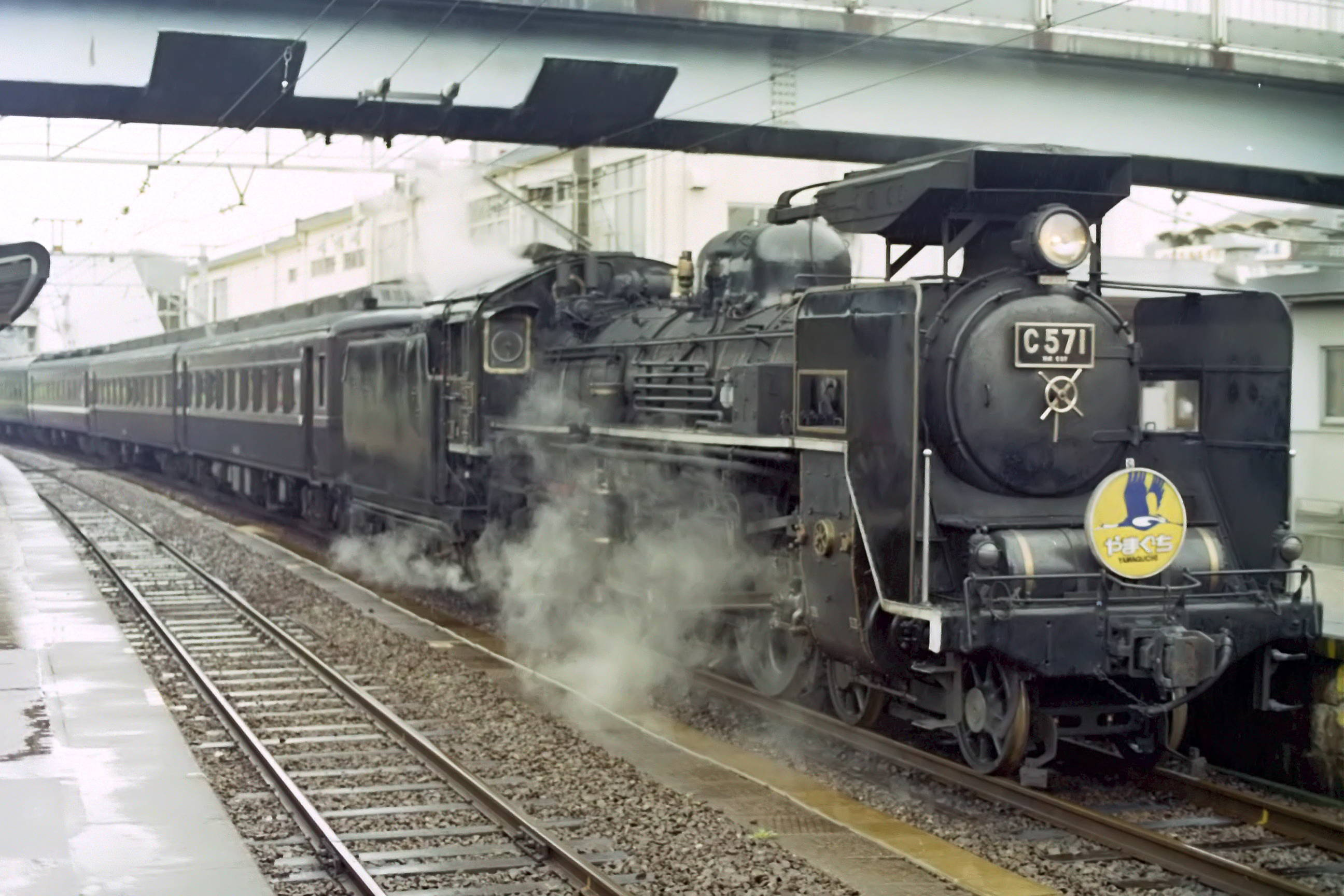
登場時のレトロ客車編成 （1993年8月15日 小郡駅）
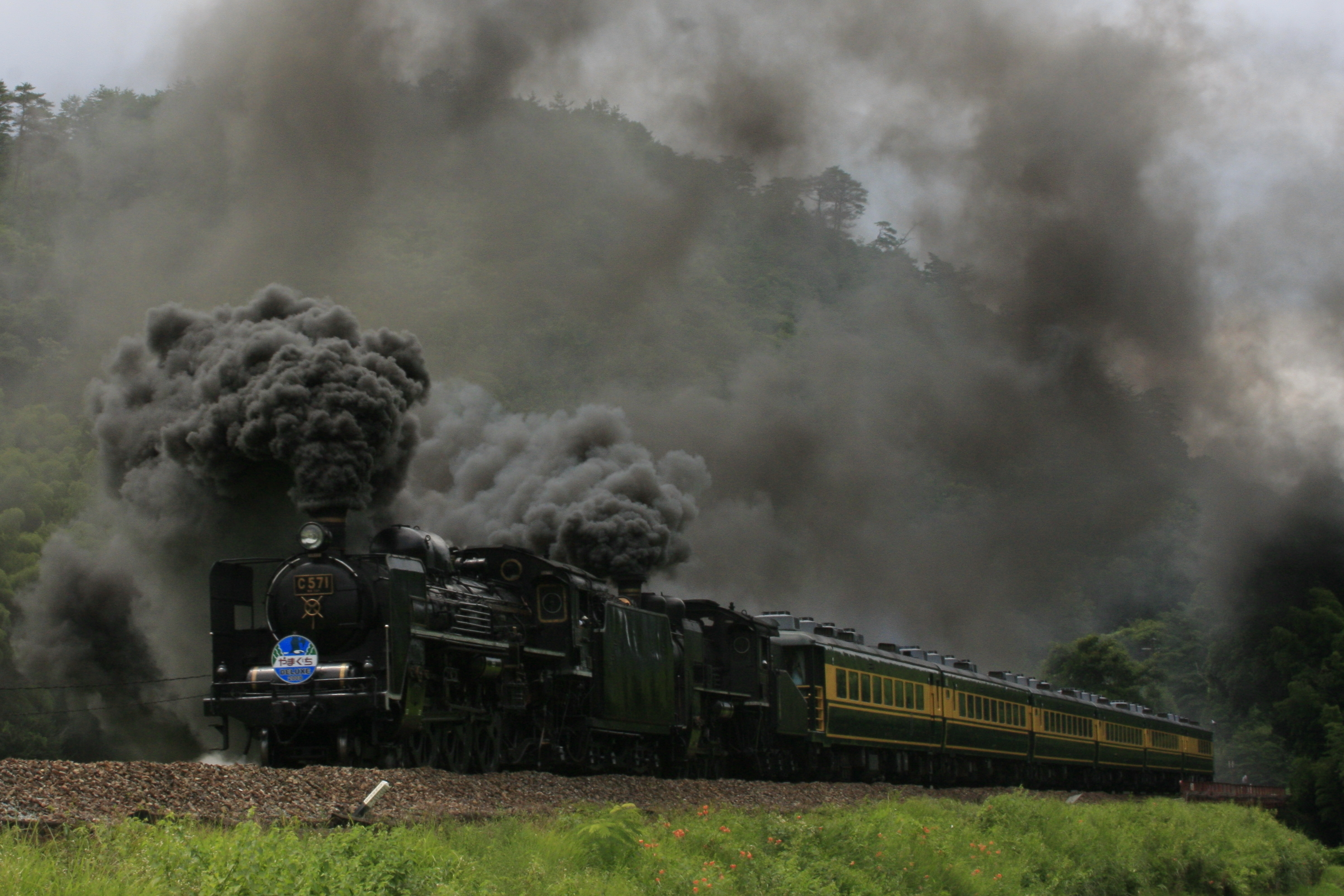
SLやまぐちDX号 （2008年8月3日 長門峡 - 渡川間）
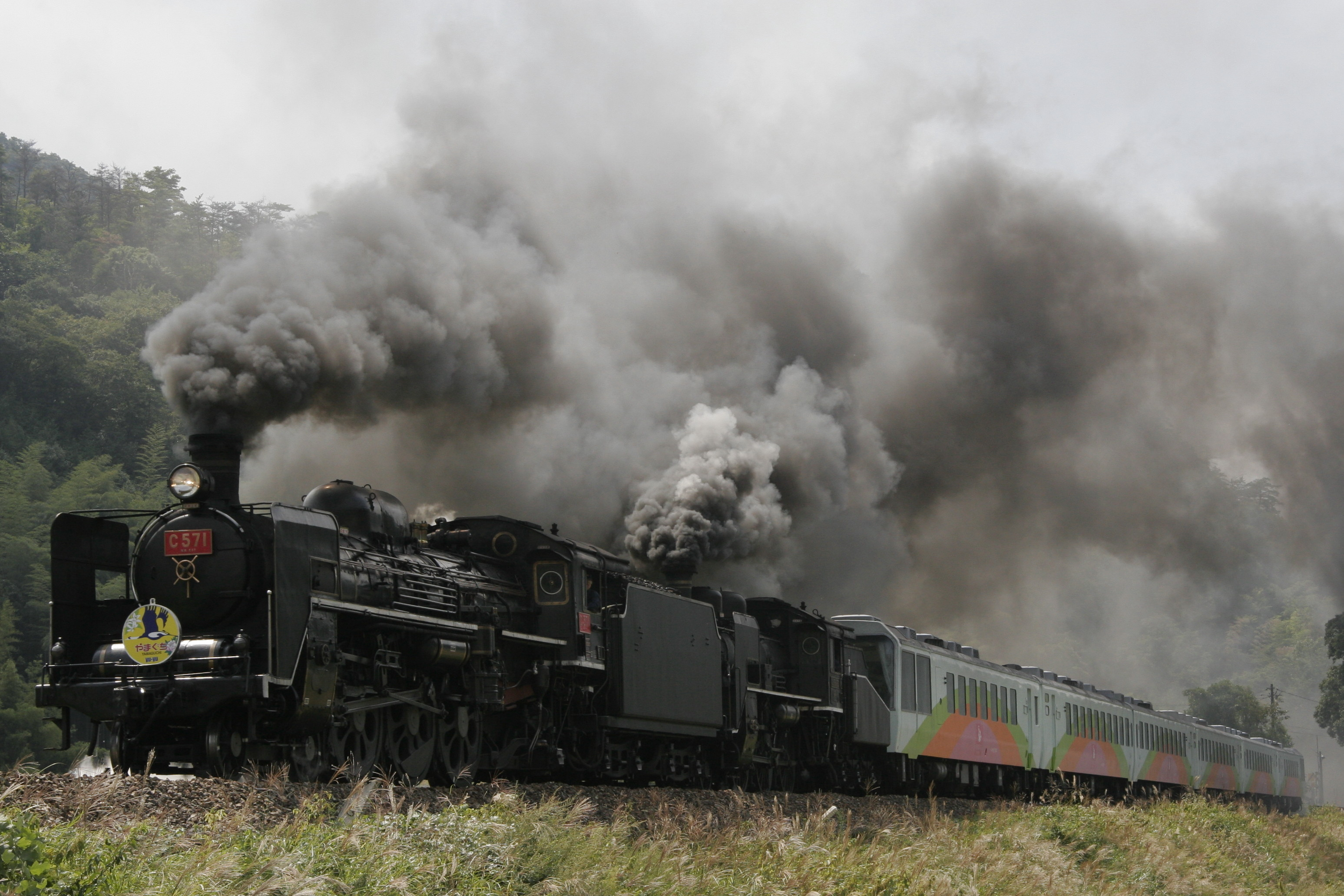
SLやまぐちゆうゆう号 （2009年9月21日 長門峡 - 渡川間）